# PC-Netzteil

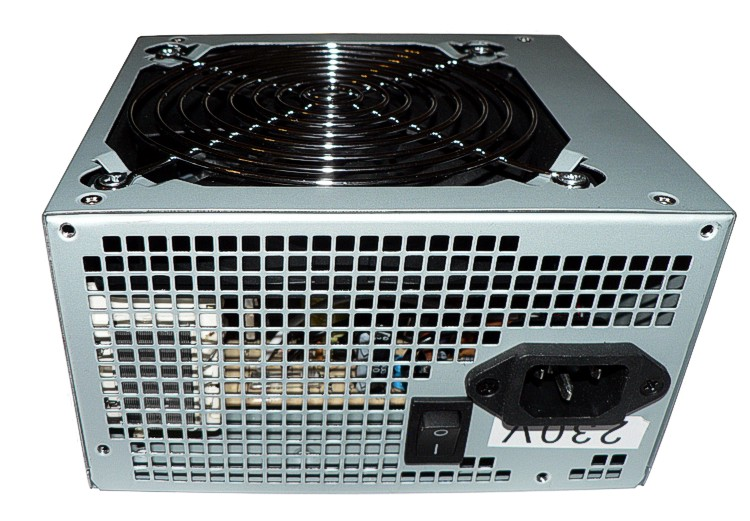
PC-Netzteil (ATX)

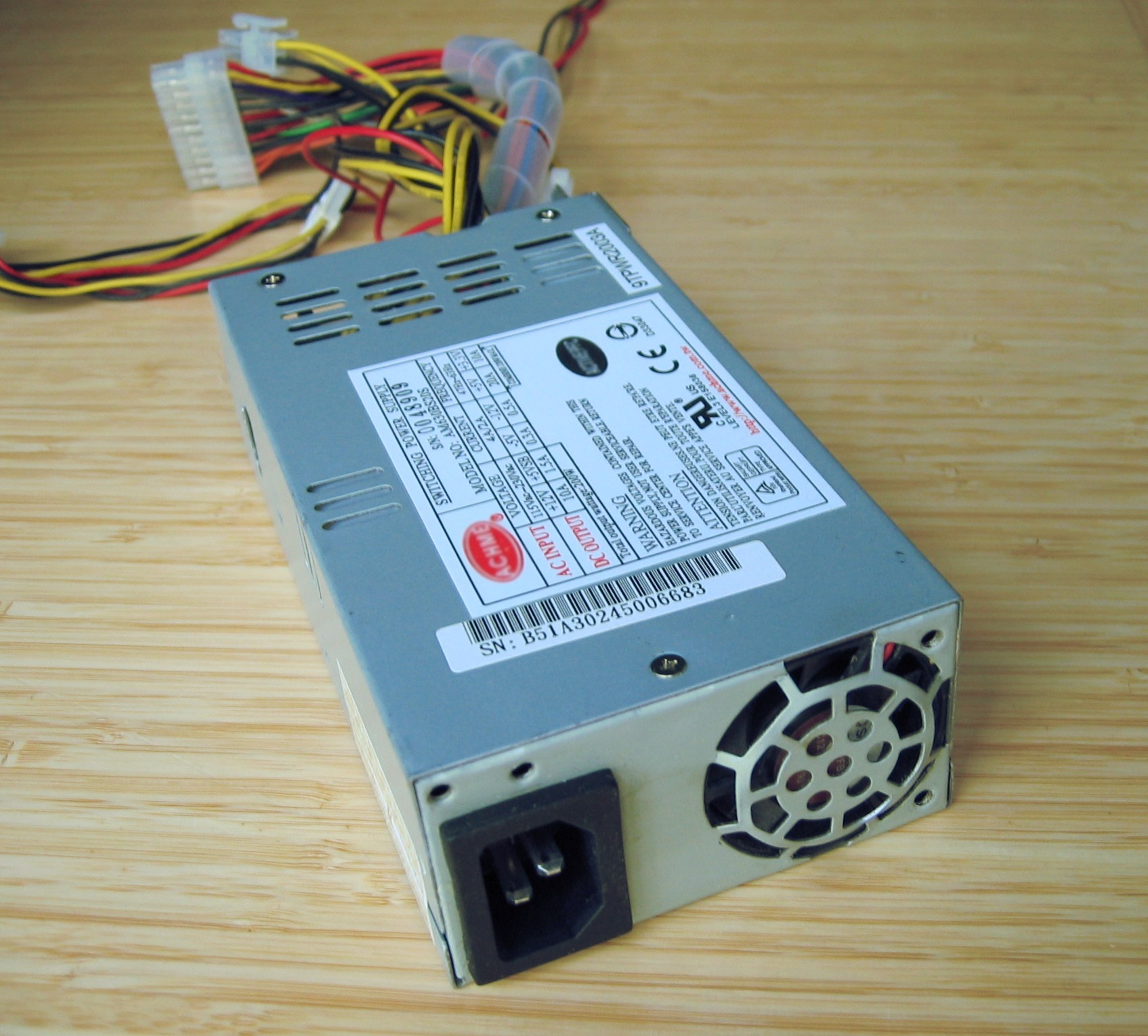
PC-Netzteil für 1HE-Gehäuse mit 40-mm-Lüfter, elektrisch ATX-kompatibel und auch in Mini-ITX-Gehäusen zu finden, spezifiziert als Flex-ATX

Schema eines typischen PC-Netzteils

Ein PC-Netzteil, auch Computernetzteil, dient zur Stromversorgung in Computern. Der Netz-Wechselstrom wird darin in die im Computer benötigten niedrigeren Gleichspannungen transformiert, gleichgerichtet, gesiebt und geregelt. Es ist als Schaltnetzteil ausgeführt. Beim PC ist es im Gehäuse des Computers eingebaut; Laptops und einige Miniatur-PCs haben externe Netzteile mit ähnlichen Eigenschaften. Einbaunetzteile enthalten auch Lüfter, die neben der Eigenkühlung ganz oder teilweise der Kühlung der im Computergehäuse eingebauten Komponenten dienen.

## Eigenschaften

Die Restwelligkeitsmessung erfolgt mit ausgesuchten Komponenten

Zu den grundlegenden Kenngrößen eines PC-Netzteils gehören die Nennleistung und die maximale Belastbarkeit der zu den einzelnen Verbrauchern im Computer führenden Spannungsschienen mit unterschiedlichen Gleichspannungen. Als Qualitätsmerkmale gelten ein niedriger Geräuschpegel, ein hoher Wirkungsgrad, eine ausfall- und schwankungsfreie Stromversorgung auch bei asymmetrischen Lasten auf den verschiedenen Spannungsausgängen. Zusatzausstattungen sind etwa das Nachlaufen des Lüfters nach Abschaltung zur Abführung der Restwärme, abnehmbare Kabel, temperaturgeregelte Lüfter oder ein bestimmtes Design.
Die Spannungsstabilität ist von den Bauteilqualitäten abhängig und lässt sich nur über aufwendige Labortests ermitteln, deren Ergebnisse gelegentlich in Fachzeitschriften publiziert werden und die Charge des getesteten Exemplars betreffen. Ein Prüfaufbau ist definiert, indem parallel zur Last je ein Kondensator mit 1 µF und 0,1 µF geschaltet werden und an dieser Stelle mit dem Oszilloskop gemessen wird (bei SFX-Netzteilen mit 10 µF und 0,1 µF und spezifizierten Bauteilen.). Das Oszilloskop wird auf AC-Messung eingestellt, bei der die Gleichspannung entkoppelt wird.
Funktionen wie Kurzschlussschutz, ein gewisser Überspannungsschutz (OVP) oder Überstromschutz (OCP) und ab 75 W Leistungsaufnahme mindestens eine passive Leistungsfaktorkorrektur (englisch passive PFC) sind Vorschrift, werden aber manchmal als besondere Ausstattung beworben. Grauimporte können davon abweichen, da diese Standards nicht weltweit durchsetzbar sind.

### Nennleistung
Die Nennleistung eines Netzteils bezeichnet die vom Hersteller garantierte maximale Leistungsabgabe. Sie liegt bei gängigen Modellen zwischen 300 und 1000 W.
Neben der Gesamt-Nennleistung wird in den technischen Daten die Belastbarkeit der einzelnen Spannungsschienen des Netzteils angegeben. Der Wert für 3,3 und 5 V liegt unabhängig von der Gesamtleistung bei etwa 100 W, der Rest verteilt sich auf die 12-V-Schiene(n). Bei hochwertigen Netzteilen wird als Nennleistung des Gesamtnetzteils nur eine aufgerundete 12-V-Leistung angegeben, bei besonders einfachen Modellen wird dagegen zum Teil die Summe aller Einzelleistungen gerundet.
Die für einen PC benötigte Nennleistung hängt von den eingesetzten Komponenten wie Hauptplatine, Computerprozessor (CPU), Grafikprozessor (GPU) und Festplatten ab. Zu knapp dimensionierte Netzteile können Leistungsspitzen nicht hinreichend ausgleichen, was zu schwer eingrenzbaren Stabilitätsproblemen führen kann. Überdimensionierte Netzteile sind oft nur zu einem Bruchteil ausgelastet, was den Wirkungsgrad verschlechtert.

### Funktion

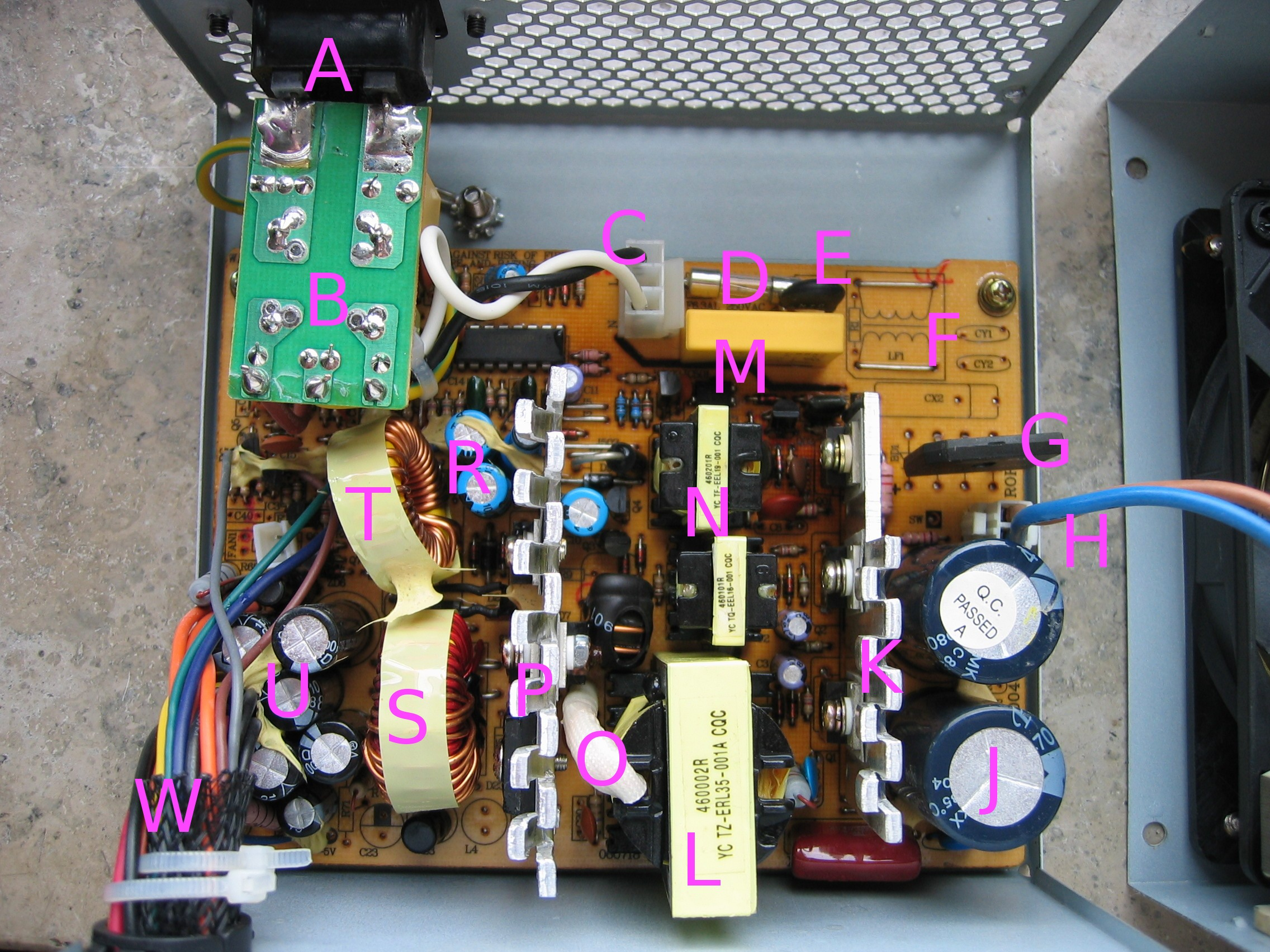
Blick in ein PC-Netzteil

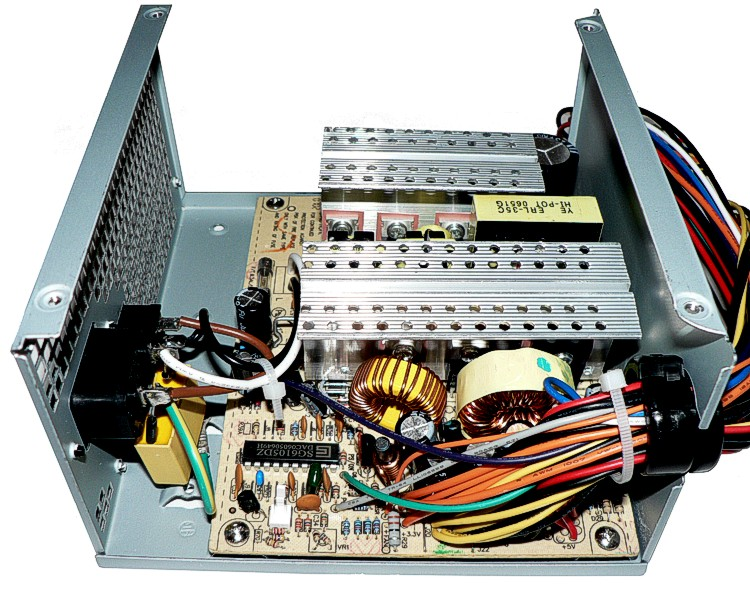
PC-Netzteil ohne Netzfilter und ohne PFC

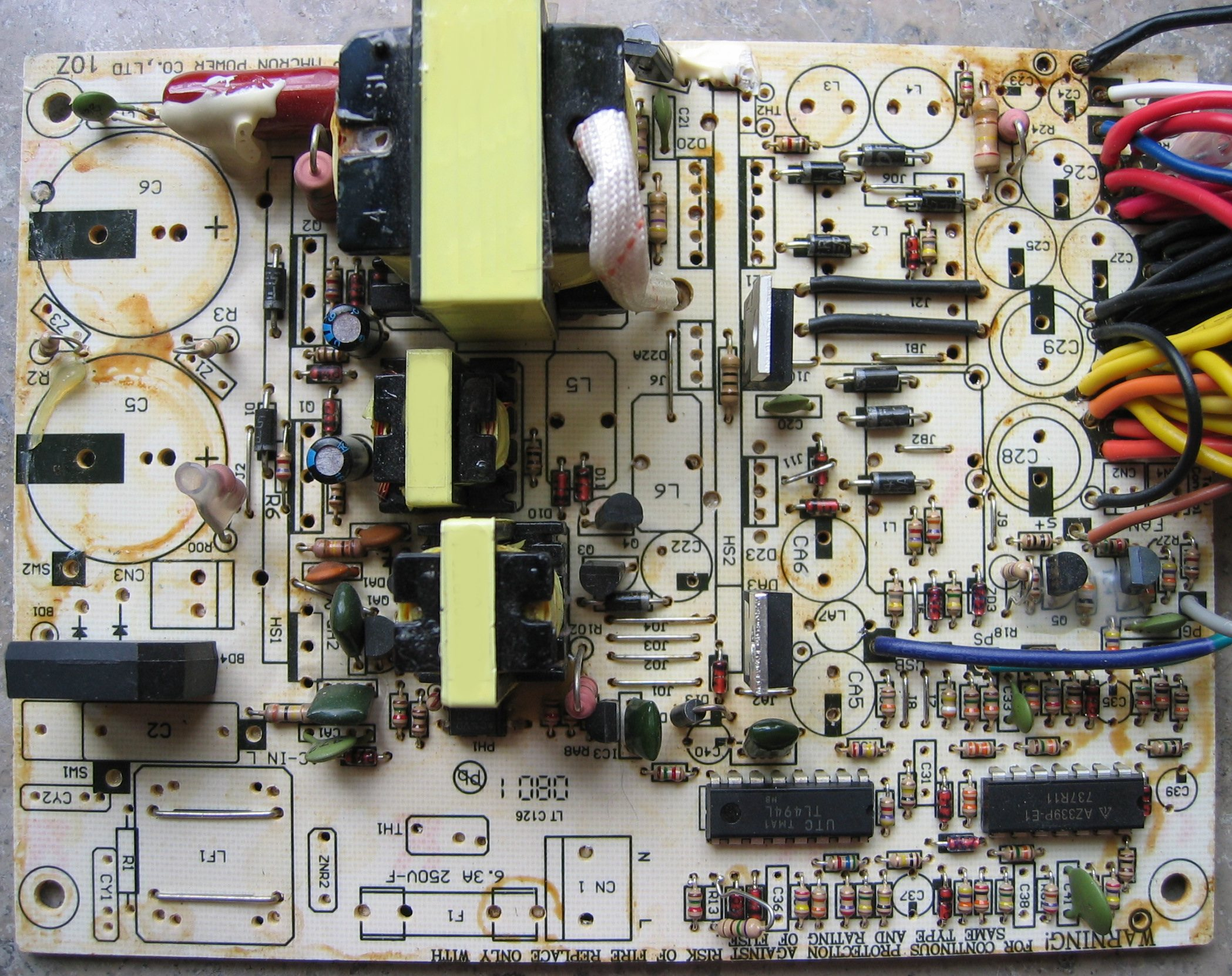
Teilbestückte Leiterplatte eines ATX-Netzteils zeigt die Position optionaler Bauteile

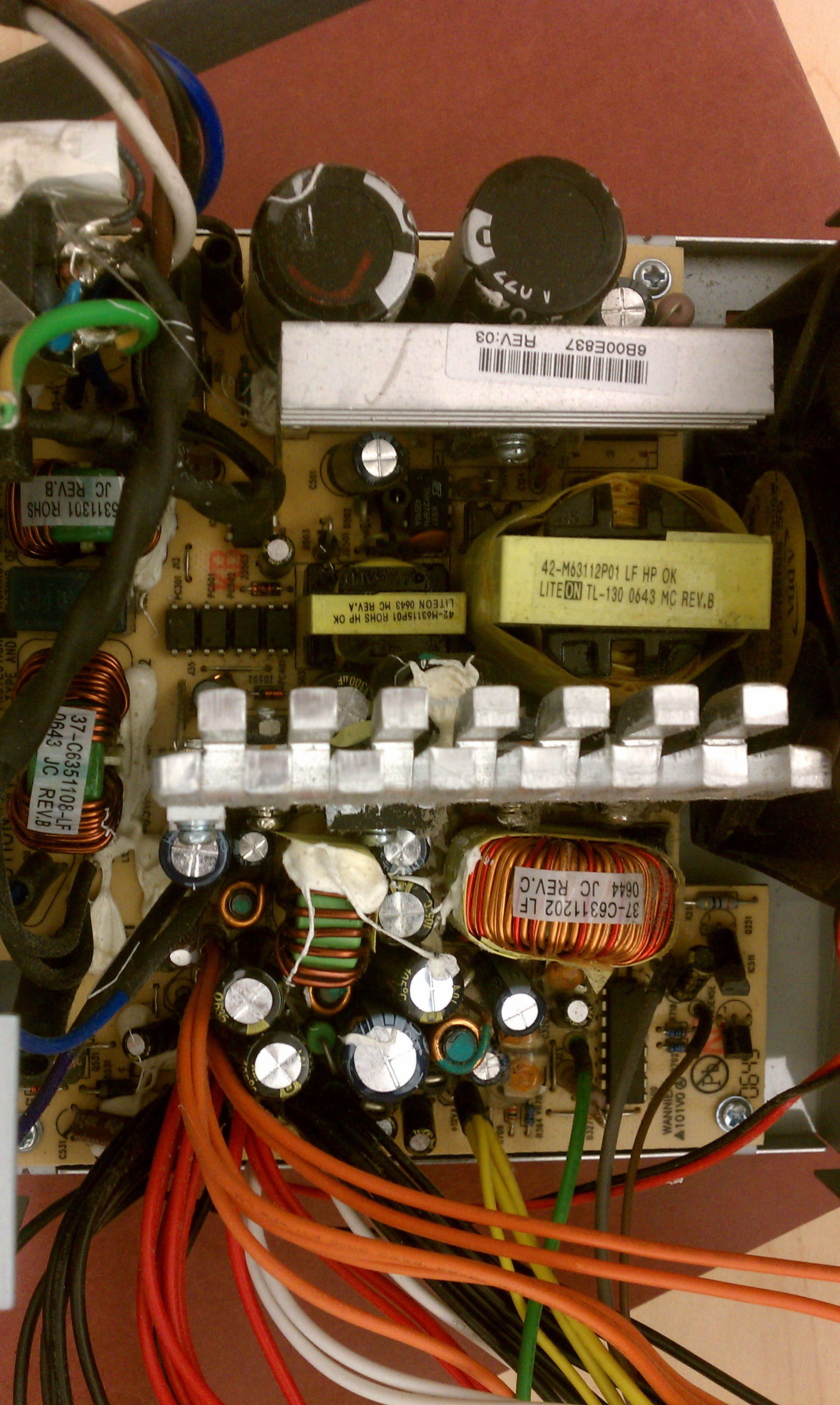
PC-Netzteil mit vier (drei weiteren) Optokopplern statt Übertrager

PC-Netzteile sind Schaltnetzteile auf Basis des Eintaktflusswandlers oder des Gegentaktflusswandlers in Parallelspeisung mit Stromverdoppler. AT- und XT-Netzteile regeln die 5-V-Ausgangsspannung. Diese muss sehr stabil sein, um die Funktion des PCs zu erhalten. Die 12 V laufen über denselben Übertrager mit. Daher schwanken die 12 V Nennspannung im definierten Lastverhältnis der Ausgänge 5 V und 12 V innerhalb der Spezifikationen. Die 12 V werden für Laufwerksmotoren verwendet, bei denen stets die Drehzahl geregelt wird.
Bei den Hauptübertragern typischer 200- bis 350-W-Netzteile sind 19 bis 28 Windungen Kupferlackdraht pro 115 V gewickelt, gefolgt von einer kapazitiv angeschlossenen Kupferfolie. Ausgangsseitig sind 3 bis 4 Windungen pro 6 V gewickelt. Höhere Ströme werden durch parallele Wicklungen erreicht. Die Wicklungen der negativ gepolten Spannungen haben wegen der geringeren Ausgangsströme teils kleinere Querschnitte. Manche Ausgangswicklungen sind als Kupferfolienspule ausgeführt, wobei die kapazitiven Kupferfolien entfallen. Die nachfolgenden Ringkern-Speicherdrosseln sind mit etwa 12 Windungen für die 5 V bewickelt und etwa 26 Windungen für die 12 V.
Erst mit der ATX12V-Spezifikation wurden CPUs und GPUs über Abwärtswandler auf Mainboards und Grafikkarten aus den 12 V gespeist. Da diese Wandler Ausgangsspannungen unter 3 V erzeugen und von der jeweiligen CPU oder GPU abhängig eingestellt werden, können sie nicht im Netzteil untergebracht werden. Eine feinere Regelung der 12 V war daher noch nicht notwendig. Die nach den sekundären Gleichrichtern geschalteten Speicherdrosseln für 5 V und 12 V sind über einen gemeinsamen Ringkern gewickelt. Bei manchen Netzteilen sind die −5 und −12 V mit Kupferlackdrähten kleineren Querschnitts in selber Richtung aufgewickelt. Bei anderen Netzteilen wird über integrierte Spannungsregler für Kurzschlussfestigkeit gesorgt. Übertrager und sekundäre Zweiwegegleichrichter verwenden die Mittelpunktschaltung für die positiven Ausgangsspannungen. Klemmschaltungen sind die Ausnahme in PC-Netzteilen. Um Ausgänge ohne spezifizierte Mindestlast innerhalb der Spannungsspezifikationen zu halten, wird mit Lastwiderständen gearbeitet. Bei Netzteilen ohne Regelung des 3,3V-Ausgangs wird eine spannungsabhängige Last nachgeschaltet wie der beschalteten Zenerdiode TL431 / LM431.
Selten und nur bei kleinen Ausgangsströmen wurden die 3,3 V über einen Längsregler aus den 5 V generiert und damit die Spannungsdifferenz multipliziert mit dem Ausgangsstrom in Wärme umgewandelt. Bei der verbreitetsten Methode werden die Ausgänge des Hauptübertragers für die 5 V über ein oder zwei Ringkernspulen auf den Gleichrichter für die 3,3 V geschaltet. Dabei wird diese Ausgangsspannung durch Phasenverschiebung bei der Pulsdauermodulation erzeugt. Bei vielen Netzteilen sind gemeinsame Angaben über Gesamtausgangsleistung der 3,3 V und 5 V spezifiziert. Da bei niedrigen Spannungen und höheren Strömen ein erheblicher Spannungsabfall an den Leitungswiderständen von Kabeln und Steckkontakten auftritt, werden die 3,3 V am mainboardseitigen Stecker abgetastet und auf den Regler zurückgeführt (+3,3-V-Rückmeldung). In der Praxis werden die 3,3 V mit zwei Leitungen im selben Schuh des ATX-Steckers gespeist und zurückgemessen. Verlängerungen und Adapter zwischen Netzteil und Board können sich unter hoher Last störend auswirken, da der verlängerte Kabelabschnitt nicht Teil dieses Regelkreises ist. Im Massensegment dominieren die pin- und funktionsgleichen universellen Schaltspannungsregler „IR3M02“, „TL494CN“ und „KB7500B“, die ursprünglich nicht für PC-Netzteile entwickelt wurden. Sie sind im Sekundärteil untergebracht, damit sie die Ausgangsspannung zum Regeln messen können. Ihre Ansteuerung der Schalttransistoren bedarf ebenfalls einer galvanischen Trennung. Diese erfolgt über weitere Optokoppler oder einen Signalübertrager (einem kleineren Transformator). Da dieser Signalübertrager Wicklungen mit Zwischenabgriff hat, ist das in vielen Schaltungen die Grundlage, um Eintaktflusswandler und Gegentaktflusswandler anzusteuern und komplementäre Impulse des Gegentaktflusswandlers zu übertragen zu können.
Mit dem Schaltspannungsregler „KA3511“ wurden die drei wesentlichen Ausgangsspannungen von 3,3 V, 5 V und 12 V untereinander geregelt. Dabei wurden, um wechselnden Lasten auf den Schienen auszugleichen, unterschiedliche Drosseln für eine abweichende Phasenverschiebung eingesetzt, um mit der Pulsdauer der jeweiligen Halbschwingung den Ausgleich zwischen den 3,3 V und den 5 V zu erreichen. Bei identischen Drosseln wird dieses Verhältnis rein über die Pulsdauer geregelt, wobei die 5 V zuerst bedient werden und lange Pulse die 3,3 V ansteigen lassen.
Die frühen Netzteile des PC-XT hatten einen kleinen konventionellen Transformator eingebaut. Dieser war nicht direkt am Netz, sondern vergleichbar der Drossel einer passiven PFC verschaltet und arbeitet nach Einschalten als solche. Mit ihm wurde beim Einschalten der Regler gestartet, bevor er sich selbst versorgen konnte. XTs mit diesen Netzteilen müssen nach kurzen Stromunterbrechungen für einige Zeit abgeschaltet bleiben, da mit geladenen primärseitigen Siebkondensatoren keine ausreichende Spannungsdifferenz verbleibt, um den Regler zu starten.
Später wurde der kleine Transformator durch ein Sperrwandler-basiertes Schaltnetzteil ersetzt, womit die Standby-Spannungsversorgung möglich wurde. Beim im ATX-Standard definierten Standby wird diese Hilfsspannung auf 5 V geregelt und über das violette Kabel auf spezielle Schaltkreise der Hauptplatine geführt. Damit bleibt der PC ständig am Strom und lässt sich wie ein Fernsehgerät über die Fernbedienung einschalten. Wird die Schaltung um den Regler des Hauptnetzteils versorgt oder ein fingiertes Fehlersignal auf den Fehlereingängen des Reglers abgeschaltet, schaltet der PC ein.
Die meisten PC-Netzteile haben einen Optokoppler, der zurückmeldet, wann am Ausgang genügend Spannung anliegt. Andere Netzteile regeln die +5 V SB im sekundären Schaltkreis, was bei der Herstellung günstiger sein kann und auf den Standby-Betrieb nicht zutreffen muss.
Netzteile für Spieler-PCs mit einer Ausgangsleistung über 600 W haben weitere, oft separate 12-V-Schienen für die CPU, Grafikprozessoren und Laufwerke eingebaut. In neueren ATX12V-Standards sind Änderungen dieser Art schon ab 350 W zu finden. Das beginnt mit einer parallelgeschalteten zweiten Gleichrichter-Doppeldiode, einem geänderten Hauptübertrager mit weiteren Wicklungen für die 12-V-Schienen und stärkeren Schalttransistoren. Als Schaltnetzteil sind sie technisch wie Siamesische Zwillinge verschaltet, um die Bauteilkosten zu begrenzen sowie bei identischen Kabelquerschnitten Kurzschlussfestigkeit zu gewähren. Netzteile mit zwei Hauptübertragern sind ebenfalls hergestellt worden. Die verschiedenen Ausgänge für 12 V sind bei Multi-Rail mit 12V1, 12V2, 12V3, 12V4, definiert nach EPS-Spezifikation gekennzeichnet. Es ist nicht immer ersichtlich, wie sich die einzelnen Schienen auf die einzelnen Kabelstränge aufteilen. Im oberen Leistungssegment gibt es Netzteile mit einer einzigen 12-V-Schiene, die bei manchen Modellen über 100 A liefern kann. Das ermöglicht bei gleicher Leistung eine höhere Flexibilität, da beim Anschließen der Komponenten nicht auf die richtige Lastverteilung zwischen den einzelnen 12-V-Schienen geachtet werden muss. Dieses Feature wird als single 12 V power rail beworben. Die 3,3 V und 5 V werden über separate Abwärtswandler aus den 12 V erzeugt und regeln diese unabhängig.
Für Miniaturbauweisen von Design-, Tisch-, Auto- und Industrie-PCs sind zudem – wie bei Laptops – externe Netzteile in Mode gekommen. Auf diese Weise können die Sicherheitsverordnungen für den weltweiten Export einfacher an den Zielmarkt angepasst werden, indem ein dort passendes Netzteil geliefert wird. Da dieses nur eine Ausgangsspannung aufweist, müssen die anderen Spannungen im Computer erzeugt werden. 2005 wurde die direkte Anbringung der Wandler in und am Stecker der Hauptplatine patentiert.
Das PG-Signal (Power Good, beim AT das orange Kabel, bei ATX grau) wird über ein Zeitglied an einem Komparator auf die 5 V geschaltet. Sobald es 5 V führt, ist sichergestellt, dass das Netzteil nach dem Einschalten seine Ausgangsspannungen aufgebaut hat. Für das Mainboard bedeutet das, dass es den Betrieb starten kann. Dazu wird das interne Reset-Signal, welches nicht direkt auf den Reset-Taster (Power On Reset, POR) geführt ist, nicht mehr bedient. Dieser Teil wird vom Taktgenerator verarbeitet.
5 V SB (Standby) sind je nach ATX-Standard-Version bei ausgeschaltetem PC verfügbare 100 mA, 1 A oder 2 A bei 5 V (manche ATX-Netzteile liefern abweichend der Spezifikation 4 A und 6 A). Damit werden verschiedene Einschaltlogiken in Bereitschaft gehalten (einige sind je Hauptplatine optional):
- Die Schaltung um den Power-Taster des PCs
- Die Netzwerkkarte, sofern diese das Einschalten über das Netzwerk (WOL) unterstützt
- Ein Ereignis (Powerevent) auf dem PCI-Bus (ab PCI-Version 2.2)
- Je nach Konfiguration werden Tastatur, Maus sowie der Tastaturcontroller über 5 V oder 5 V SB versorgt zum Einschalten per Tastendruck.
- Dedizierte USB-Anschlüsse zum Einschalten z. B. über USB-Tastatur
- Der Pin 9 (= Ring-Detect-Signal) der seriellen Schnittstelle für Wake On Modem

Das Power-On-Signal (bei AT nicht vorhanden) führt 5 V SB über einen Pullup-Widerstand. Wird diese grüne Leitung Pin 16 PS_ON nach Masse (0 V, dem Potential des PC-Gehäuses) geschaltet, wird das Netzteil aktiviert. Die aktuelle virtuelle Schalterstellung Ein/Aus des PCs wird vom Mainboard gespeichert. Auf diese Weise kann das Netzteil auch ohne Komponenten zum Testen eingeschaltet werden, jedoch sollte beachtet werden, dass sich manche, vor allem ältere Netzteile ohne eine Mindestlast nicht einschalten lassen. So kam es deswegen z. B. bei Intel-Haswell-Prozessoren zu Problemen, weil die Energieaufnahme im Leerlauf zu niedrig für manche Netzteile war.
ATX-Steckverbinder gibt es in den zwei Varianten ATX-20 und ATX-24. In den gemeinsamen 20 Pins sind sie identisch belegt. Die neueren vier Pins führen 3,3 V, 5 V, 12 V und 0 V (Schwarz) und sind auf dem Mainboard stets unter den spannungsgleichen Anschlüssen durchverbunden. Die Vorteile der zusätzlichen Pins sind die damit verbundenen geringeren Übergangswiderstände zum Mainboard sowie die Kontaktsicherheit durch Redundanz der 12 V. Die meisten modernen Netzteile haben ATX-24, bei denen die zusätzlichen vier Pins einen eigenen kleinen Stecker bilden.

Prinzipschaltbild

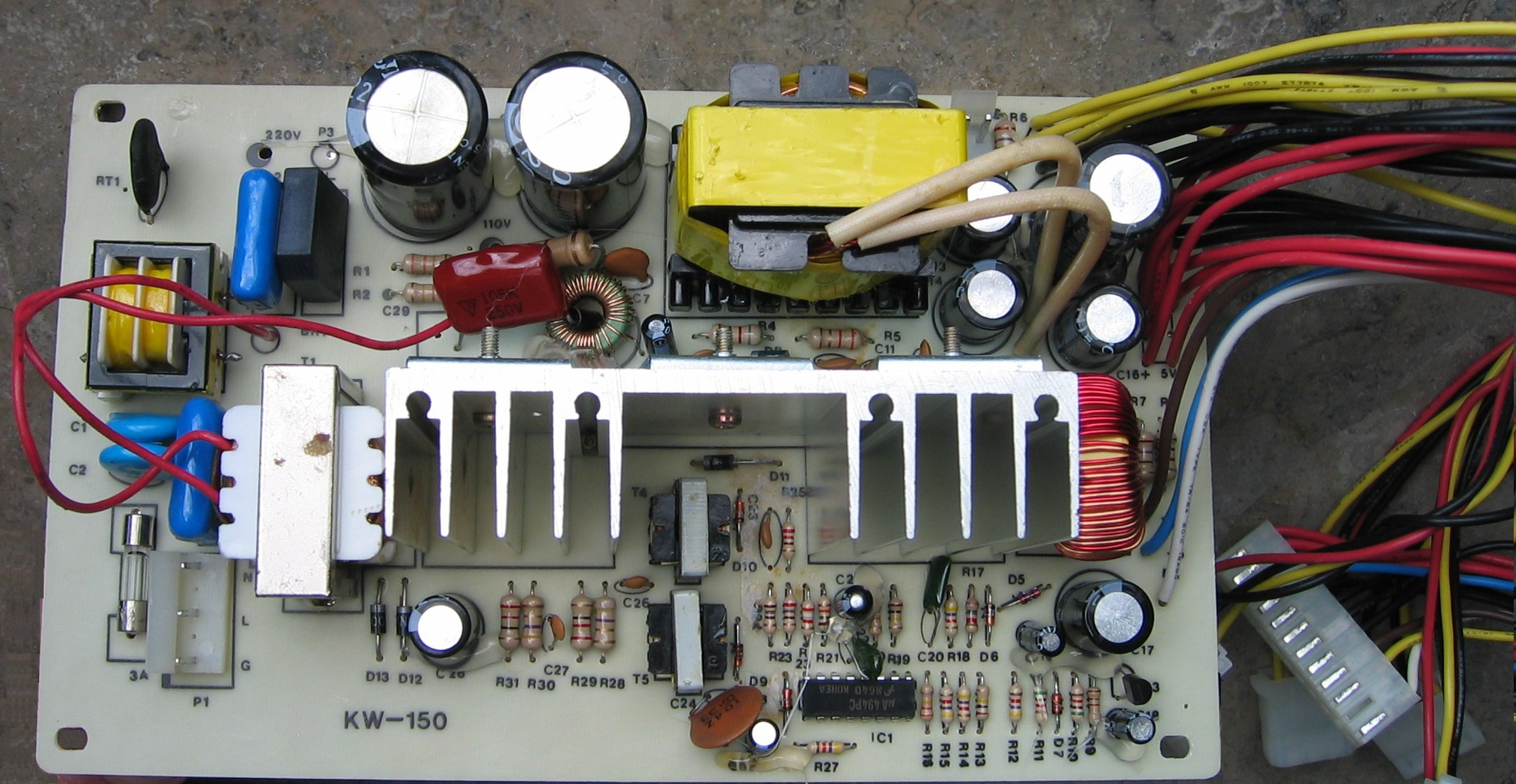
Aufbau eines XT-Netzteils mit konventionellem Transformator für die Versorgung des Reglers
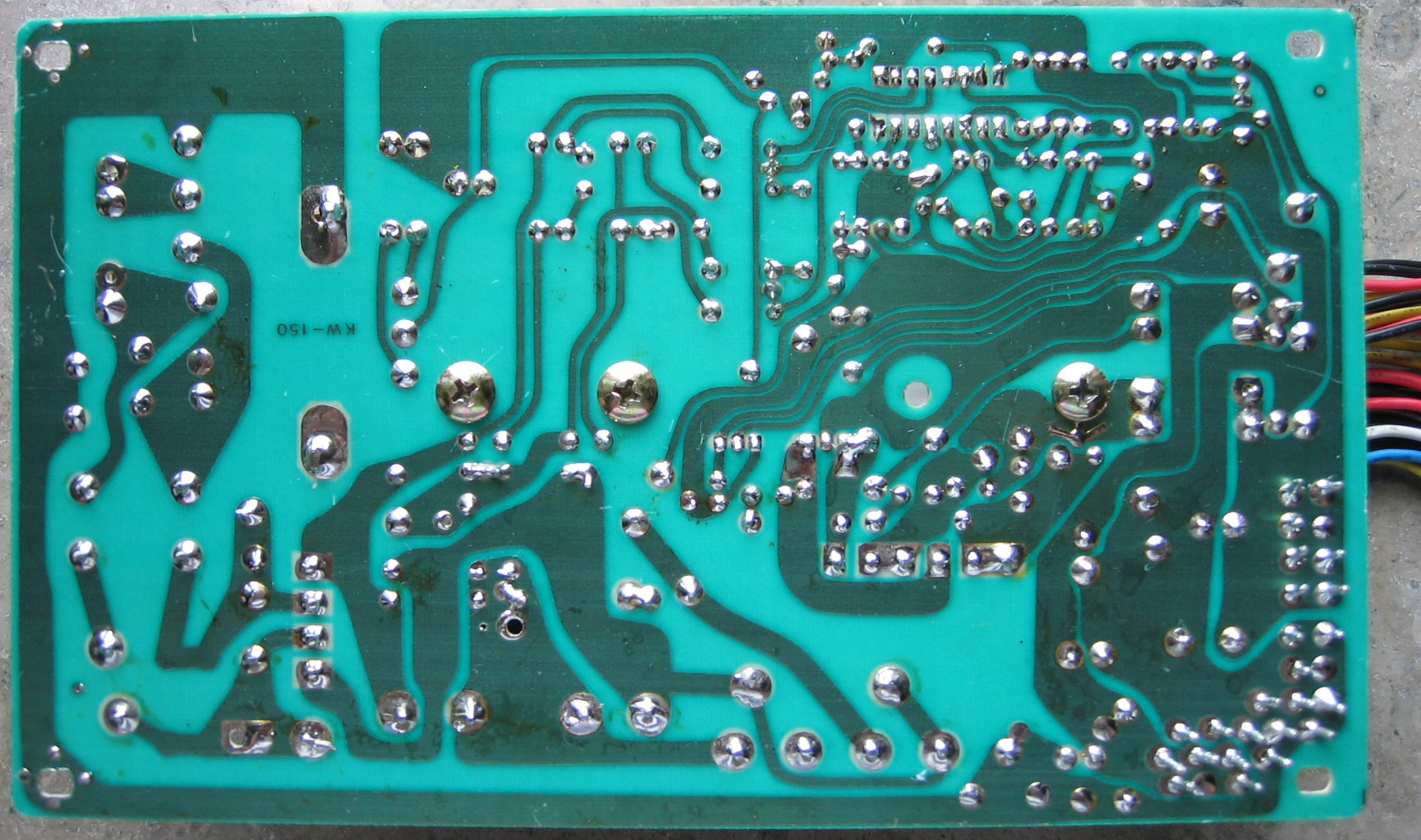
Leiterplatte eines XT-Netzteils
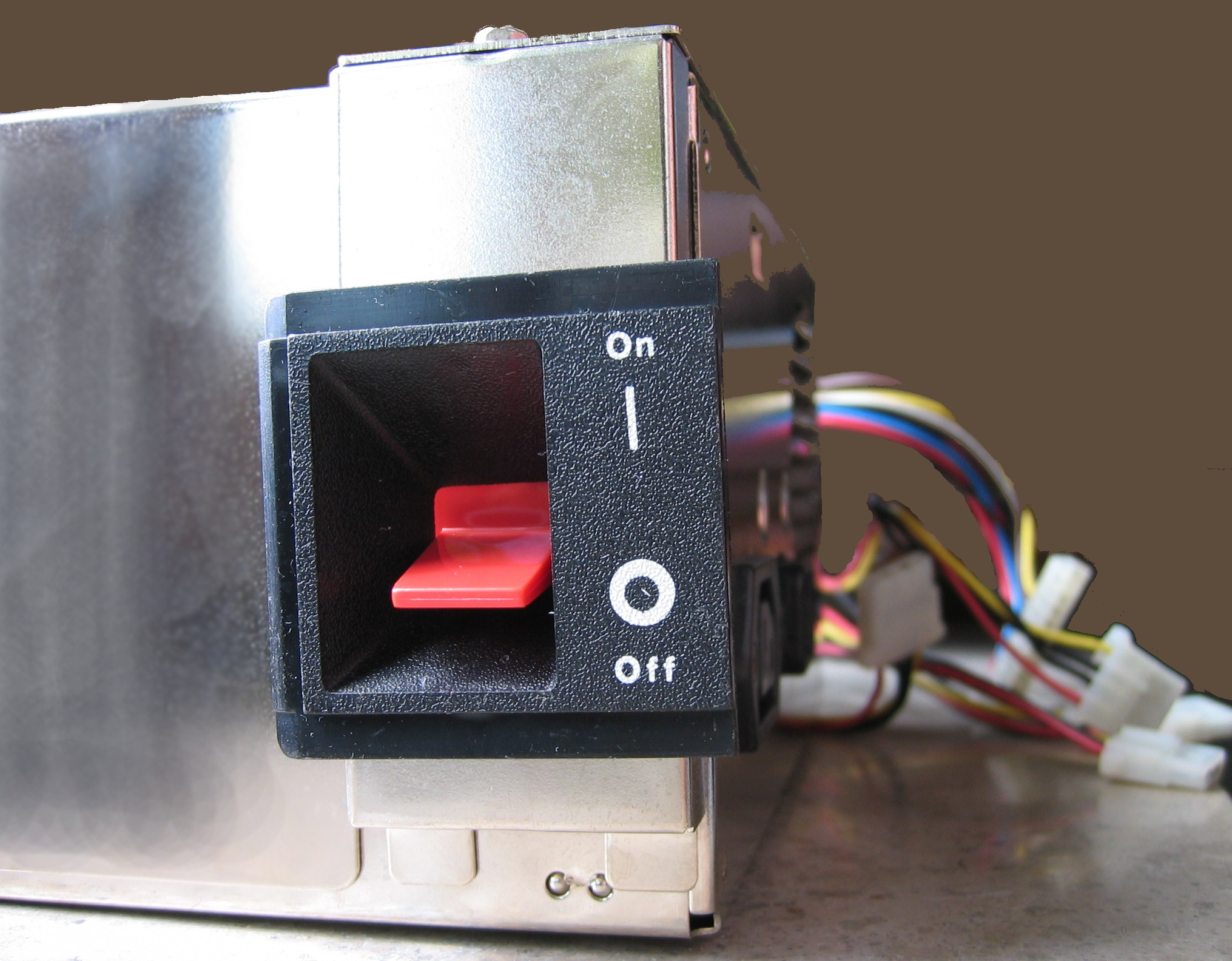
XT-Netzteile hatten einen im Netzteilgehäuse integrierten Netzschalter
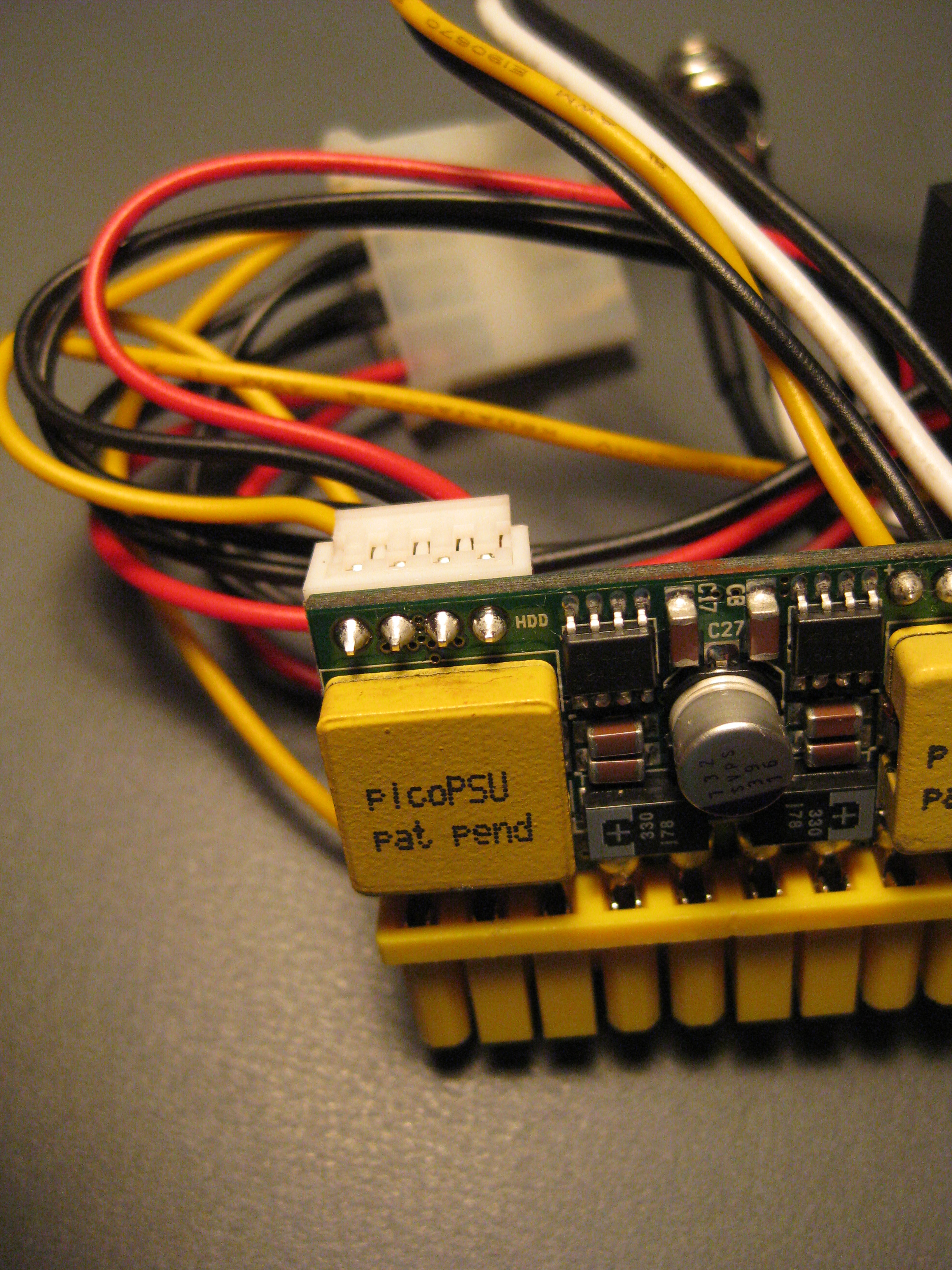
US-Patent 7539023 Wandler am Stecker zur Verwendung an einer reinen 12-V-Spannungsquelle

### Standby
Mit Einführung des ATX-Standards wurde die im Netzteil erzeugte Hilfsspannung zur Versorgung des auf der Sekundärseite angebrachten Spannungsreglers angezapft und der Hauptplatine als geregelte 5-Volt-Standby-Spannung (+5 V SB) zugeführt. PCs lassen sich mit dieser Hilfsspannung auf externe Ereignisse hin einschalten und der Ein/Aus-Schalter des PCs ist ein Taster auf der Kleinspannungsseite geworden.
An USB angeschlossene batteriebetriebene Geräte, die über +5 V SB mit Strom versorgt werden, können bei ausgeschaltetem PC geladen werden, sofern es das Gerät unterstützt. Dazu zählen Mobiltelefone, deren Ladegeräte den USB-Stecker benutzen. Nicht jeder USB-Anschluss am PC ist mit der +5V-SB-Spannung verbunden; das ist von der Hauptplatine abhängig.
Weiters werden Lights-Out-Management-Systeme wie das Intelligent Platform Management Interface (IPMI) über die +5 V SB versorgt und erlauben, neben der Fernüberwachung des laufenden PC-Systems, auch das Ein- und Ausschalten mittels entsprechender Fernwartungsprogramme.
Seit 2005 gilt innerhalb der EU die Richtlinie für energiebetriebene Produkte (EuP), die 2009 auf energieverbrauchsrelevante Produkte (ErP) (Ökodesign-Richtlinie) erweitert wurde. Ziel ist eine Reduzierung des Verbrauches im Standby. So werden zwar viele Geräte mit ErP ready beworben, jedoch ist diese Maßnahme meistens im BIOS vom Hersteller standardmäßig deaktiviert, weil sonst im ausgeschalteten Zustand kein Strom bei USB anliegt, um etwa ein Handy laden zu können.

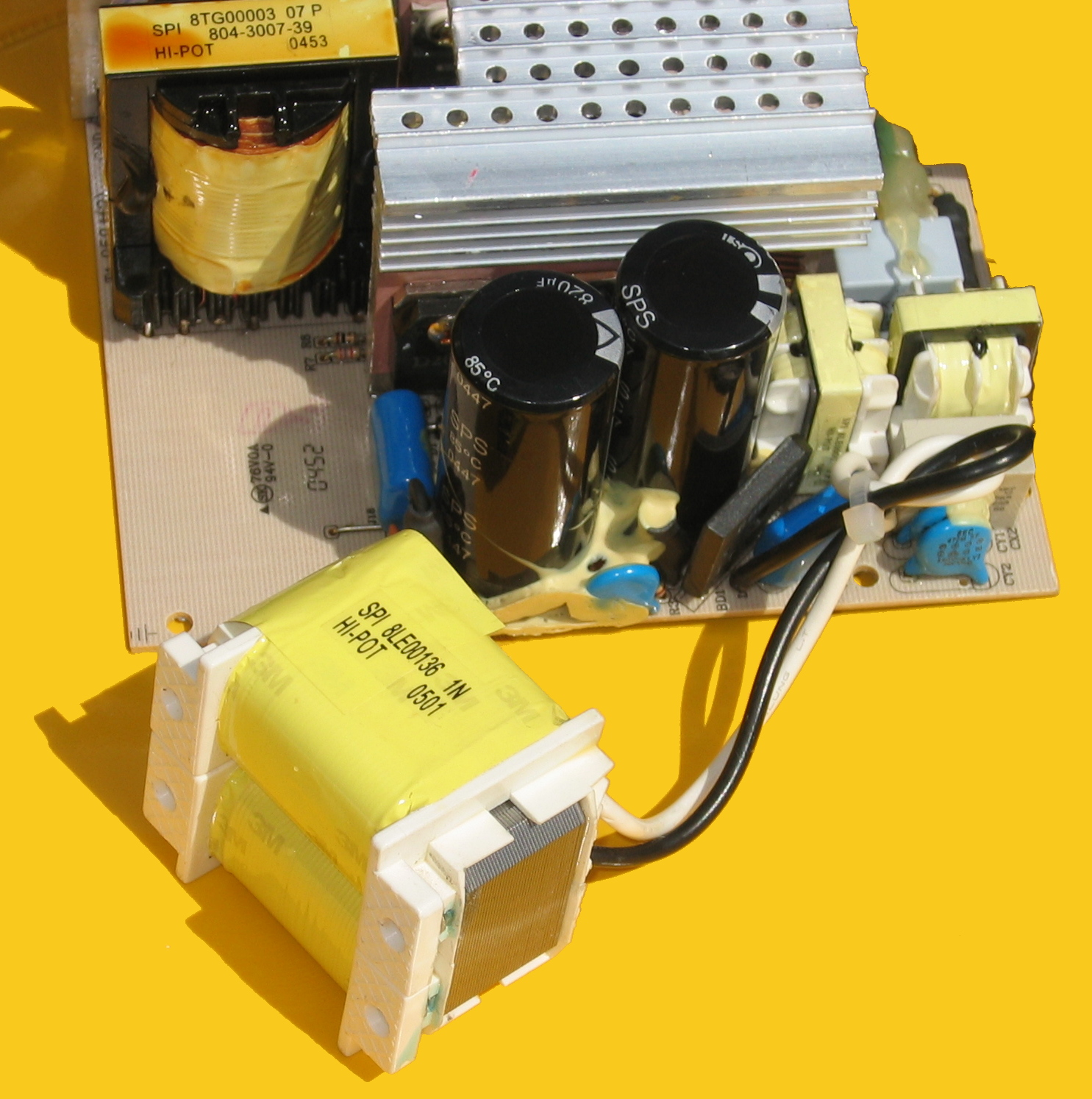
Passiv-PFC
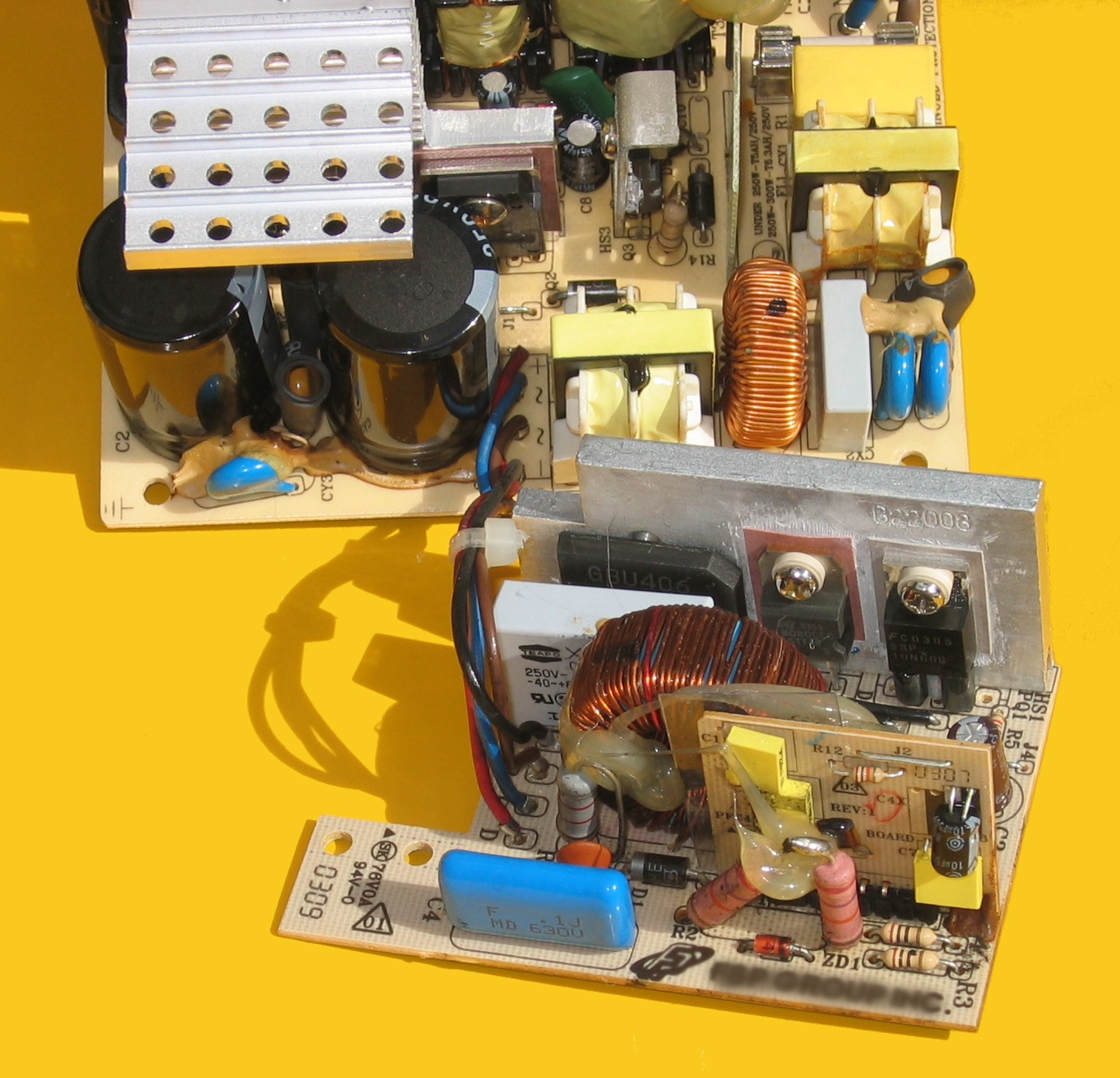
Aktiv-PFC

### PFC
In der EU verkaufte elektrische Verbraucher mit einer Nennleistung über 75 W – und damit sämtliche PC-Netzteile – müssen über einen Leistungsfaktorkorrekturfilter (englisch Power Factor Compensation, daher PFC abgekürzt) verfügen. Von diesen gibt es zwei Bauformen: Die passive Version ist vergleichsweise billig, schwer und nur begrenzt wirksam. Die zweite, teurere Lösung ist ein aktiver Filter, der zudem eine bessere Wirkung aufweist. Die 80-PLUS-Zertifizierung schreibt einen Leistungsfaktor über 0,9 vor, der mit einer passiven PFC nur schwer erreichbar ist, sodass de facto sämtliche 80-PLUS-Netzteile einen aktiven Filter besitzen. In der Praxis bewegen sich aktive PFCs zwischen 0,95 und 1. Eingangsspannungsanpassung, Einschaltstrombegrenzung und Leistungsfaktorkorrektur sind in einigen Konstruktionen sehr eng verbunden und werden von aufeinander ausgelegten Bauteilen miterfüllt.

### Eingangsspannungsumschaltung
Sofern das vorgesehen ist, lassen sich PC-Netzteile an Stromnetzen mit unterschiedlicher Spannung betreiben. Die Umschaltung kann manuell erfolgen oder durch einen sehr weiten Eingangsspannungsbereich erreicht werden, die alle weltweit üblichen Netzspannungen abdeckt.
Netzteile mit Spannungsumschalter erreichen bei 230 V Wechselspannung durch den Brückengleichrichter eine Gleichspannung von 325 V. Wird das Netzteil bei 115 V betrieben, wird durch die manuelle Umschaltung der Brückengleichrichter in Kombinationen mit den Glättungskondensatoren auf Gleichspannungsseite zu einer Delon-Schaltung umgeschaltet, welche zu einer Spannungsverdopplung auf der Gleichspannungsseite führt und eine Gleichspannung von 315 V liefert. Damit kann die nachfolgende Elektronik auf eine Gleichspannung von knapp über 300 V ausgelegt werden, unabhängig von der Höhe der Netzwechselspannung. Durch Benutzerfehler wie eine falsche manuelle Wahl der Netzspannung kann das Netzteil zerstört werden, weshalb diese Methode zur Umschaltung durch Weitbereichseingänge ersetzt wird.
Weitbereichsnetzteile erlauben den durchgehenden Betrieb auf der Wechselspannungsseite von ca. 100 V bis 250 V. Erreicht wird diese Funktion üblicherweiser bei größeren Netzteilen durch einen aktiven Leistungsfaktorkorrekturfilter (PFC), realisiert als eine elektronische Schaltung, die einen Gleichspannungswandler darstellt und auf der Ausgangsseite über den gesamten Eingangsbereich hinweg eine gleich hohe Gleichspannung von knapp über 300 V liefert.
Schaltnetzteile mit großen Eingangskapazitäten verursachen beim Einschalten hohe Einschaltströme, welche die Schaltkontakte vom mechanischen Schaltern stark beanspruchen und flinke Sicherungen auslösen können. Im Eingang sind – in Serie geschaltet – eine Schmelzsicherung, überwiegend träge, und im einfachsten Fall zur Begrenzung des Einschaltstromes ein NTC (Heißleiter). Alternativ können in Reihe mit den Glättungskondensatoren auch Ladestrombegrenzungsschaltungen eingesetzt werden, welche die größeren Kondensatoren auf der Gleichspannungsseite über die Dauer von einigen 100 ms mit einem geringen Ladestrom laden. Bei Einsatz von Leistungsfaktorkorrekturfiltern (PFC) mit Weitbereichseingang übernimmt die Einschaltstrombegrenzung der eingangsseitige PFC, da sich die größeren Glättungskondensatoren auf der Ausgangsseite vom PFC befinden.

### Sicherheit
PC-Netzteile sind versiegelt. Sie unterliegen verschiedenen Normen, wie dem CE-Zeichen und der damit verbundenen DIN-VDE-Normen Teil 8 enthaltenen EN 60950, der europäischen Version der IEC 950, und der EN 55022, in der Geräteklasse der Anwendung des PCs als Heim- oder Industriegerät, wobei der Bürobereich Überschneidungen bietet und zulässt. Das Netzteil liefert Ausgangsströme über 8 A und bedarf daher des Betriebes in einem geeigneten (PC-)Gehäuse, das abschmelzende Kabel nicht zum Brandherd werden lässt. Mit dem ATX-Standard sind sämtliche Teile, die Netzspannung führen, wieder im Netzteil untergebracht. Das war auch schon beim IBM XT der Fall, dessen Schalter im Netzteil durch eine Aussparung im PC-Gehäuse bedienbar war. AT-Netzteile hatten einen in den PC herausgeführten Netzschalter, dessen Stecker oder Lötösen teilweise unzureichend isoliert waren, sowie die in der KFZ-Technik verwendeten 6,3er-Kabelschuhe, die oft schlecht gegen Herausziehen gesichert waren. Häufig war der damit vorgeschriebene Schutzleiter an einer tragenden Schraube und nicht dediziert montiert. Hat das Netzteil eine Kaltgerätedose (Netzspannungsausgang) nach IEC 60320 C13, werden beide Leiter durch den  Hauptschalter (2-polig, 4 Kontakte) getrennt, sonst genügt ein einfacher Schalter (1-polig, 2 Kontakte).
Es befanden sich Netzteile auf dem Markt, deren Leiterplatten die Mindestabstände zwischen Primär- und Sekundärstromkreis unterschritten. Auch gab es Exemplare, die einen ungeerdeten gemeinsamen Kühlkörper für Bauteile des primären und sekundären Schaltkreises hatten. Zudem ist zu beachten, dass Netzteile bei erkannter Fehlfunktion abschalten und die primären Elkos noch bis 60 Minuten nach Trennung von Netz gefährliche Spannung führen können, sofern die parallelgeschalteten Entladewiderstände funktionieren, sonst länger. Gefälschte, ungeeignete und unterdimensionierte Elkos können platzen und deren Alufolien und -bechergehäuse spannungsführende Teile auf die Sekundärseite lebensgefährlich verbinden und Kurzschlüsse verursachen. Die Elkos sind daher an benachbarte Bauteile angeklebt, um ihre Bestandteile zurückzuhalten.

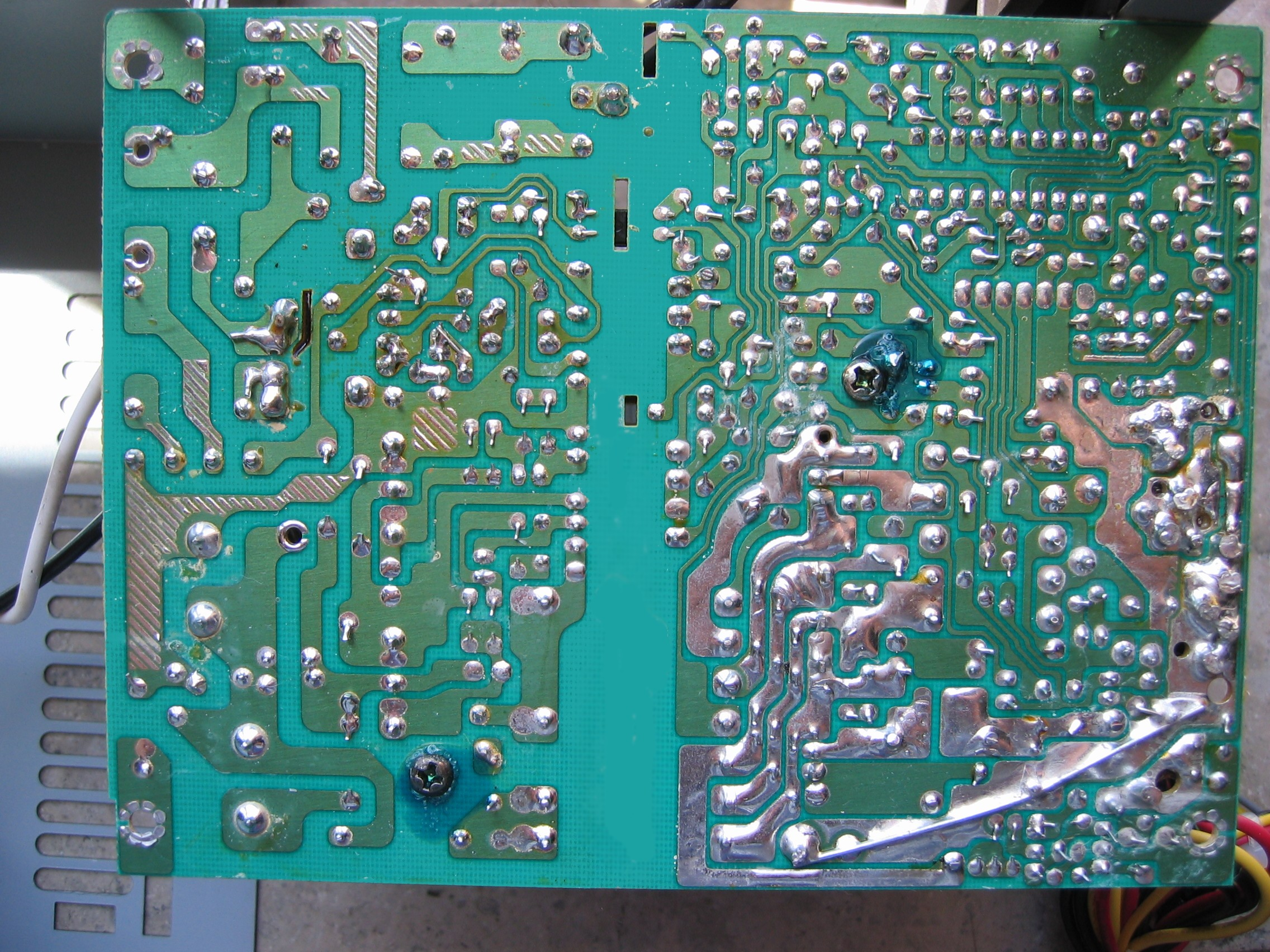
Lötseite einer Netzteil-Leiterplatte mit eingehaltenen Sicherheitsabständen. Ausgefräst, um die Kriechstromfestigkeit bei Unterschreitung für den industriellen Einsatz von 8 mm zu gewährleisten.
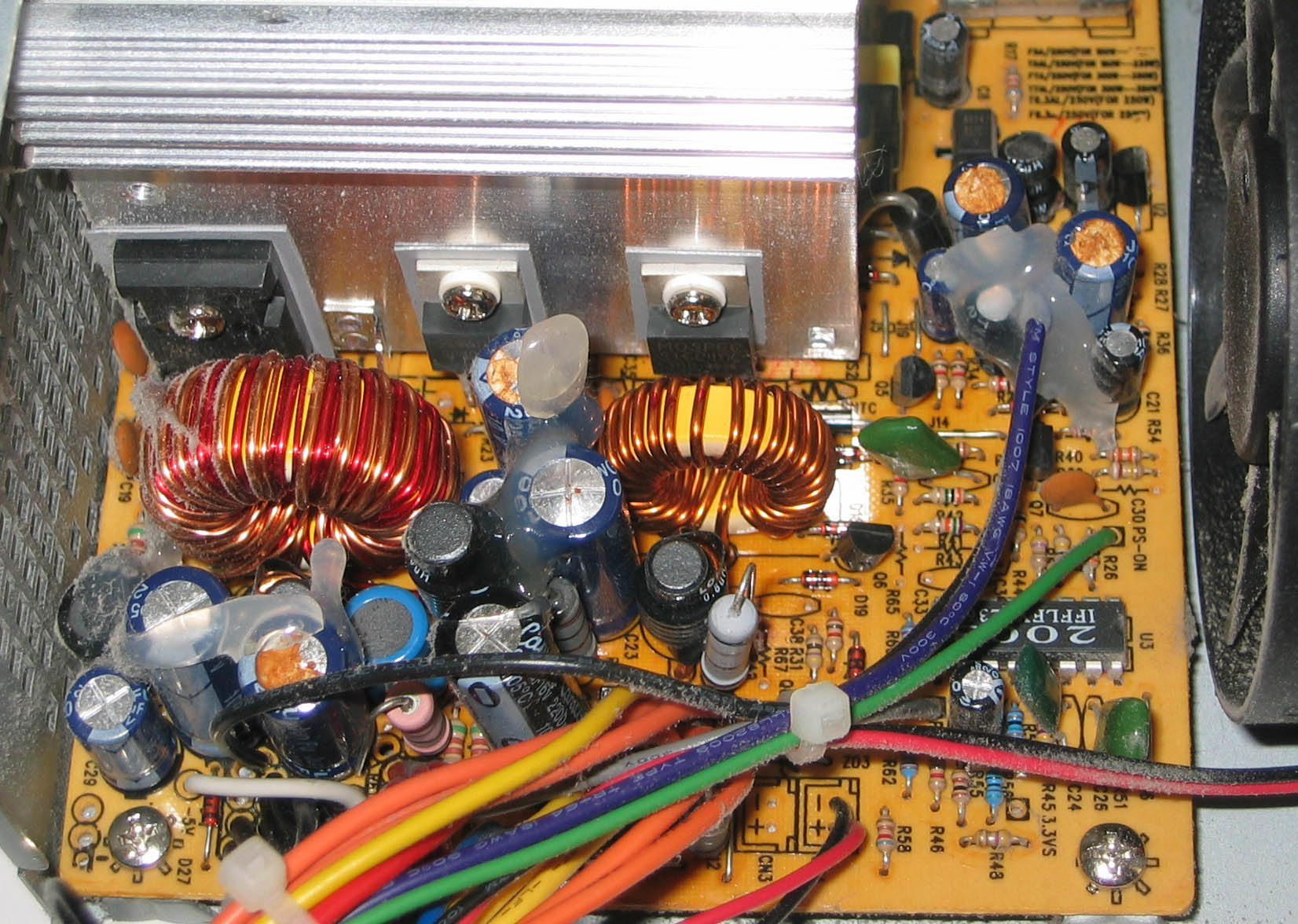
Überlastete Elkos im PC-Netzteil
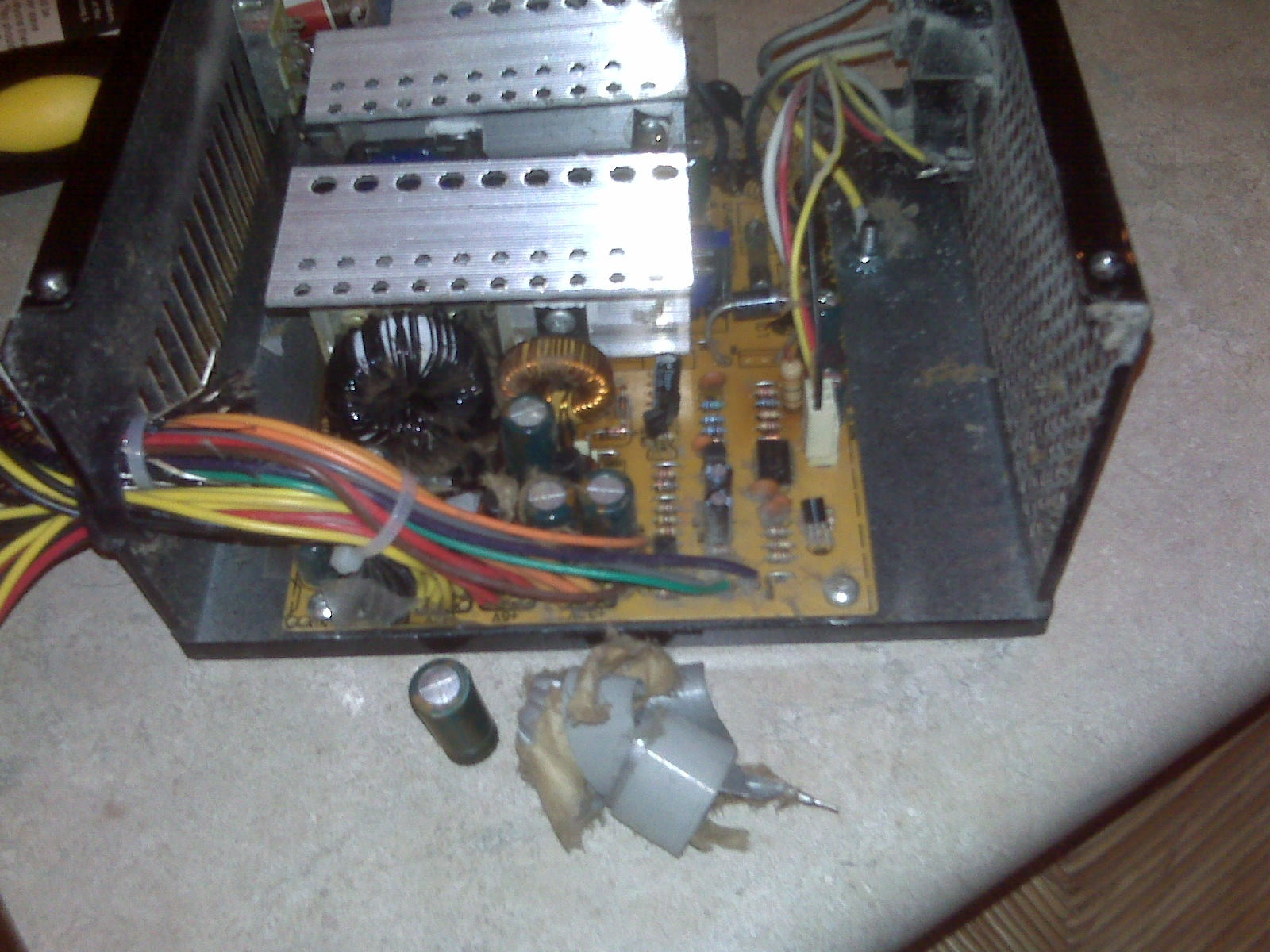
Explodierter Kondensator im PC-Netzteil
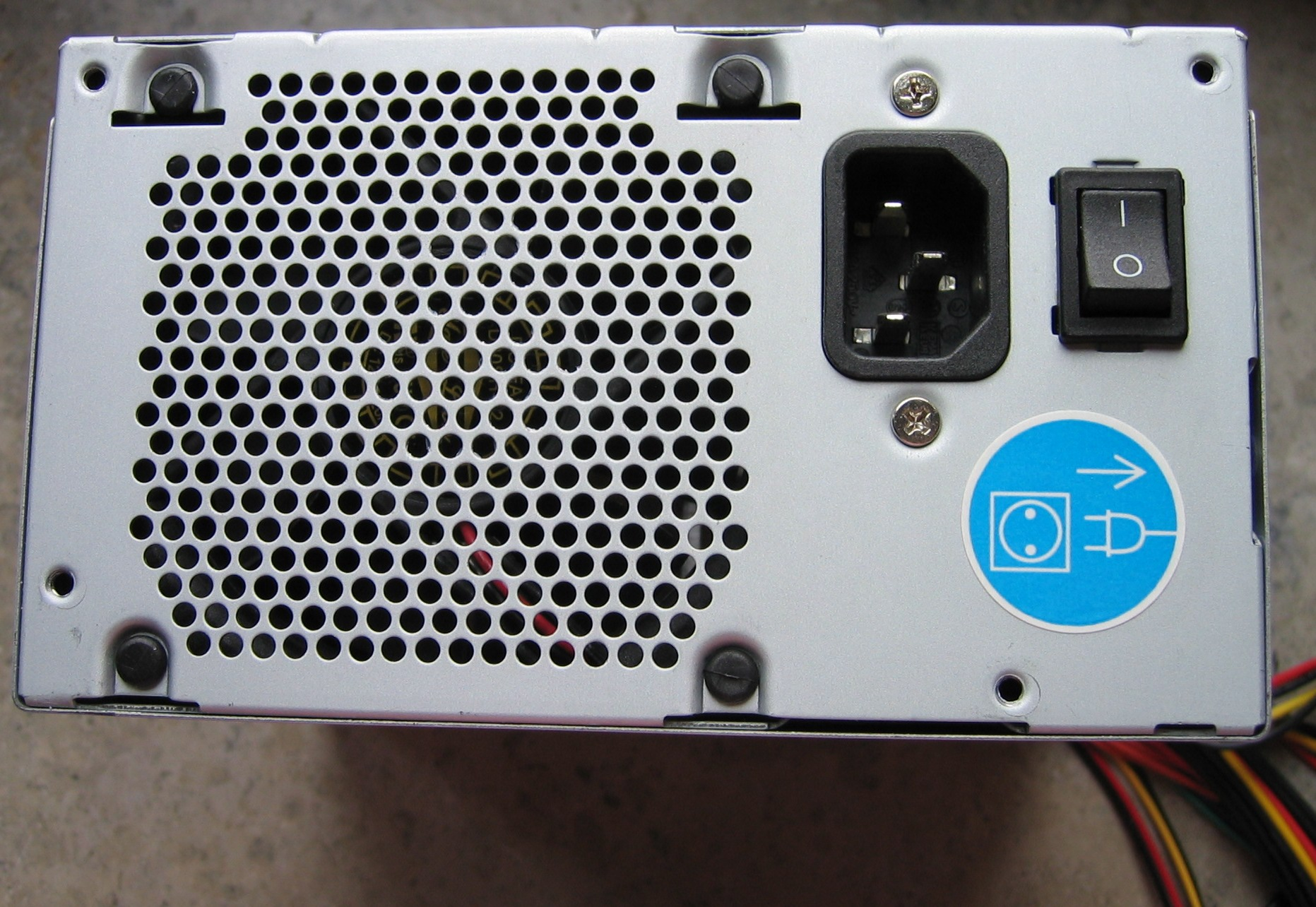
Lüfter-Entkoppler im PC-Netzteil (Vom Hersteller in Serie verbaut)

### Wirkungsgrad

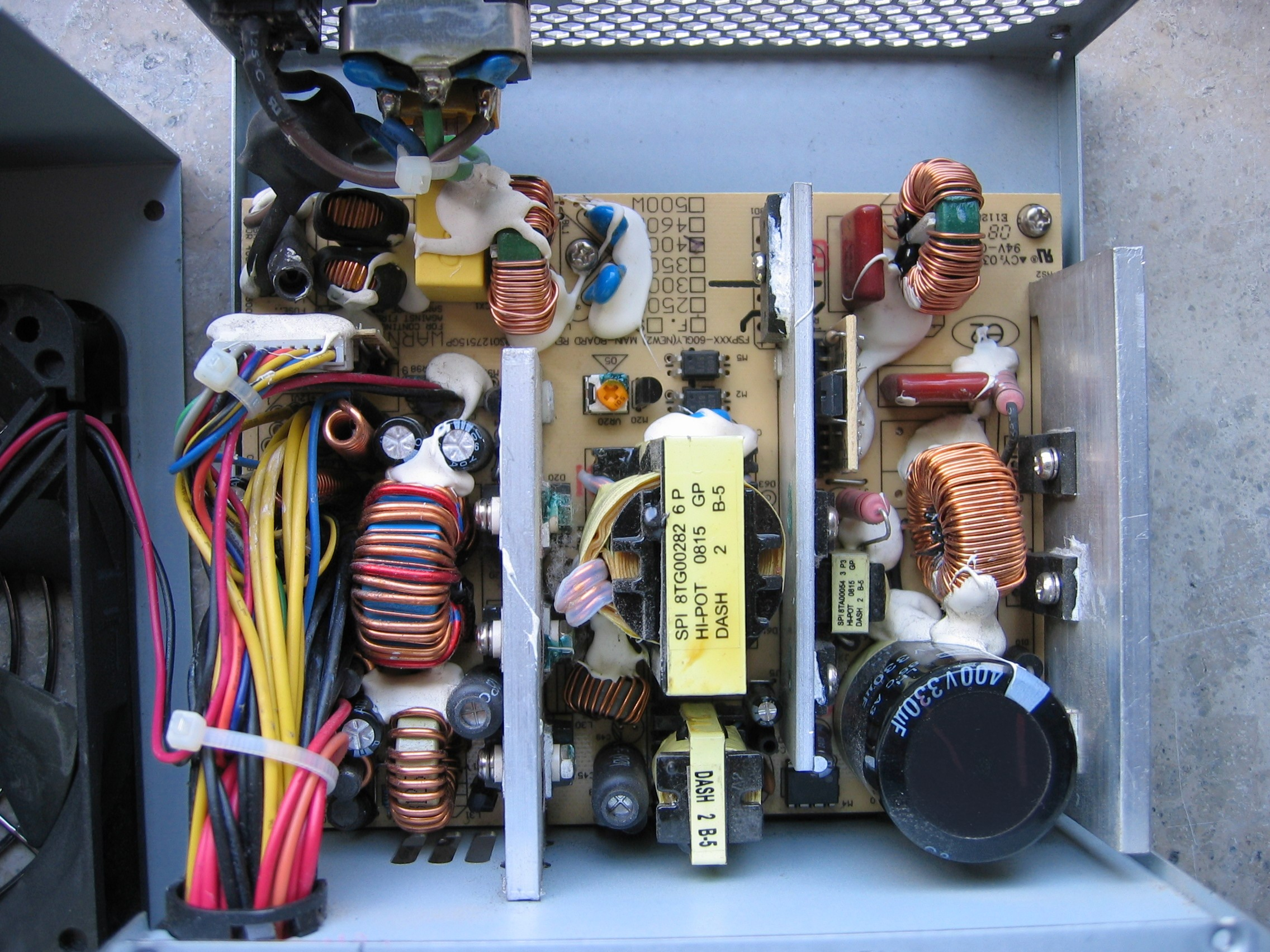
400-W-Netzteil mit 80-PLUS-Silver-Zertifizierung, zwei 12-V-Schienen und Aktiv-PFC

Ein wichtiges Merkmal eines PC-Netzteils ist sein Wirkungsgrad, der von der technischen Qualität der Konstruktion und der elektrischen Belastung abhängt. Allgemein gilt ein Wert von 80 % als untere Grenze für ein Netzteil mit „gutem“ Wirkungsgrad. Ursächlich dafür ist vermutlich die 80-PLUS-Kampagne, für die ein Mittelwert von Bedeutung ist, der an den Leistungspunkten bei 10 %, 20 %, 50 % und 100 % Last gemessen wird. Die besten Netzteile erreichen einen Wirkungsgrad von rund 88 % bei 10 % Last und 90 % bei Volllast sowie über 92 % Wirkungsgrad bei 50 % Last. In unteren Preisklassen sind noch Modelle mit einem Wirkungsgrad von weniger als 80 % erhältlich. Wie die Wirkungsgrade für andere Lastwerte aussehen, lässt sich aus dem angegebenen Wirkungsgrad nicht ersehen, vereinzelt gibt es stärkere Abweichungen bei modernen Geräten. Bei einer Belastung von unter 20 % sinkt der Wirkungsgrad stark ab.
Letzteres führt zu Problemen, da sich der Netzteilmarkt immer mehr von der sonstigen Entwicklung im PC-Markt abgekoppelt hat. Netzteile, die über eine einfache „80-PLUS“-Kennzeichnung verfügen, sind erst ab einer Nennleistung von 300 bis 350 Watt im Einzelhandel zu bekommen, Modelle mit bis zu 90 % Wirkungsgrad jedoch oft erst ab 500 Watt. Technisch wäre anderes möglich. So ist beispielsweise bei Dell ein 235-Watt-Modell im Angebot, das an den Prüfpositionen 20 %, 50 % und 100 % im Mittel einen Wirkungsgrad von knapp über 90 % erzielt. Diese Netzteile werden jedoch für Komplett-PCs gebaut und verfügen auch meist über andere Bauformen, die nicht mit Standard-PC-Gehäusen kompatibel sind. So kommen dort immer mehr Netzteile zum Einsatz, die nur noch über 12-V-Leitungen besitzen – dies wird auch als ATX12VO bezeichnet.
Im Gegensatz dazu hat ein moderner PC ohne dedizierte Grafikkarte, wie oft im Office-Bereich eingesetzt, im Leerlauf meist nur eine Leistungsaufnahme von 15 bis 30 Watt, die unter Last selten über 100 Watt steigt. Dafür wären also Netzteile mit einer Nennleistung von maximal 200 bis 250 Watt sinnvoll, um die 20-%-Last nicht zu unterschreiten. Eine Leistungsaufnahme von 350 Watt wird hingegen normalerweise erst bei der Verwendung von stärkeren Prozessoren und/oder Hochleistungs-Grafikprozessoren (insbesondere sogenannter Dual-GPU-Karten wie Nvidia GeForce GTX295 oder ATI Radeon HD 4870 X2) überschritten. Bei noch umfangreicheren Konfigurationen ist eine Leistungsaufnahme von mehr als 1000 Watt möglich.
Eine Optimierung des Wirkungsgrades hängt von den verwendeten Siebkondensatoren ab. Je schneller sie altern, desto häufiger muss vermeidbar geschaltet werden, was einen Verlust mit sich bringt. Wesentliche Einsparungen an Energie brächte der Einsatz von Synchrongleichrichtern auf der Sekundärseite mit sich. Auf Dioden fallen je nach Technologie und Halbleitermaterial 0,7 bis 0,3 V ab, während Transistoren auf weit unter 0,2 V möglich sind, was sich auf die Ausgänge der 3,3 V und 5 V besonders (mit bis zu 10 W Einsparung je nach Anwendung) auswirkt, die nicht mehr über den Kühlkörper abgegeben werden müssen. Die Erhöhung des Schaltfrequenzbereiches verkleinert und optimiert die Übertrager und verteuert zudem die Schalttransistoren. Ein weiterer Verlust kann bauartbedingt in der PFC auftreten.

### Lebensdauer

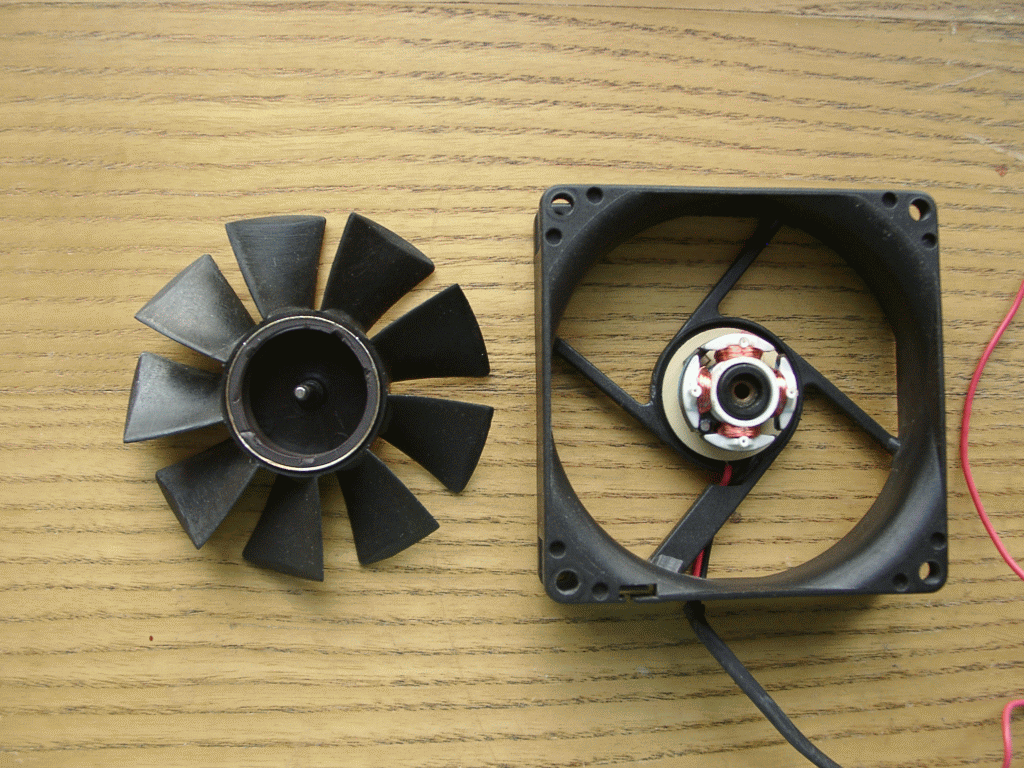
Geöffneter 80-mm-Lüfter mit Gleitlager

#### Lüfter
Die Schmierstoffe in den Lagern der Lüfter unterliegen einem Alterungsprozess, nicht zuletzt durch die Aufnahme von Abrieb. Lüfter sind typischerweise mit 20.000 oder 50.000 Stunden MTTF bei einer Umgebungstemperatur von 50° C spezifiziert, was einem Dauerbetrieb von 2,3 bzw. 5,7 Jahren entspricht. Höhere Betriebstemperaturen verkürzen die Lebensdauer erheblich. Kugelgelagerte Lüfter sind stets lageunabhängig betreibbar und tendenziell langlebiger, aber auch lauter als Lüfter mit Gleitlagern. Die Lüftermotoren sind elektronisch kommutierte Gleichstrommotoren, bei denen ein Bürstenverschleiß nicht auftritt.

#### Elektrolytkondensatoren
Elektrolytkondensatoren trocknen auf Dauer aus. Unter ihren spezifizierten Grenzbedingungen wie höherfrequentem Rippel- und Mischstrom und hohen Temperaturen (85, 105 oder 120 °C je nach Elektrolyt) wird deren Lebensdauer in Stunden angegeben – typisch zwischen 1000 und 6000 Stunden. Die tatsächliche Lebensdauer verlängert sich, je weiter von dieser Extrembelastung Abstand gehalten wird. Eine Erhöhung der Umgebungstemperatur von 25 °C auf 45 °C kann eine Verkürzung der Lebensdauer um den Faktor 10 zur Folge haben. Dieser Umstand folgt aus der RGT-Regel. Bei diesen ausgangsseitigen Siebkondensatoren ist neben der Eignung für hohe Rippelströme mehr die Impedanz als die Kapazität relevant. Elektrolytkondensatoren höherer Kapazitäten haben meist die geringere Impedanz.

#### Spulen
In bestimmten Situationen können Spulen unter anderem durch Magnetostriktion des Kernmaterials oder durch Vibration der stromdurchflossenen Windungen Geräusche emittieren, deren Frequenzen im hörbaren Bereich liegen.

#### Weitere Einflüsse auf die Lebensdauer
Häufige Gründe für defekte Netzteile sind ausgefallene MOSFETs. Des Weiteren können Wärmeleitpasten verharzen oder aushärten, die die Gleichrichter und Schalttransistoren auf die Kühlkörper thermisch koppeln, was ebenso wie starke Verschmutzung von Kühlkörpern oder Belüftungsöffnungen sowie zu knapp konzipierter Luftdurchsatz zu mangelhafter Kühlung führt. Kabelisolierungen und Steckverbindungen folgen in rund 15 bis 30 Jahren nach Herstellung.

### Stecksysteme

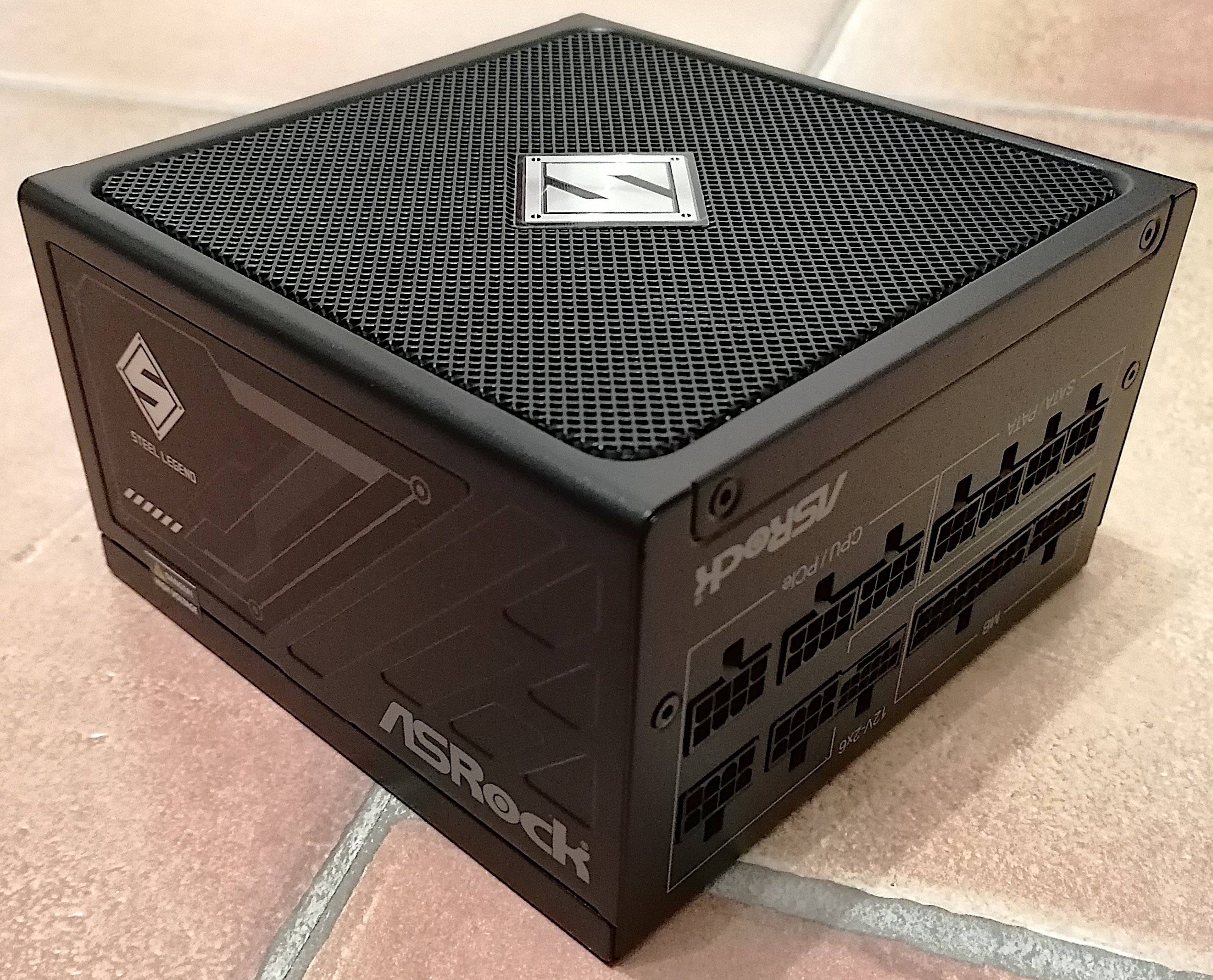
Vollmodulares, semi-passiv gekühltes ATX-3.1-Netzteil von ASRock

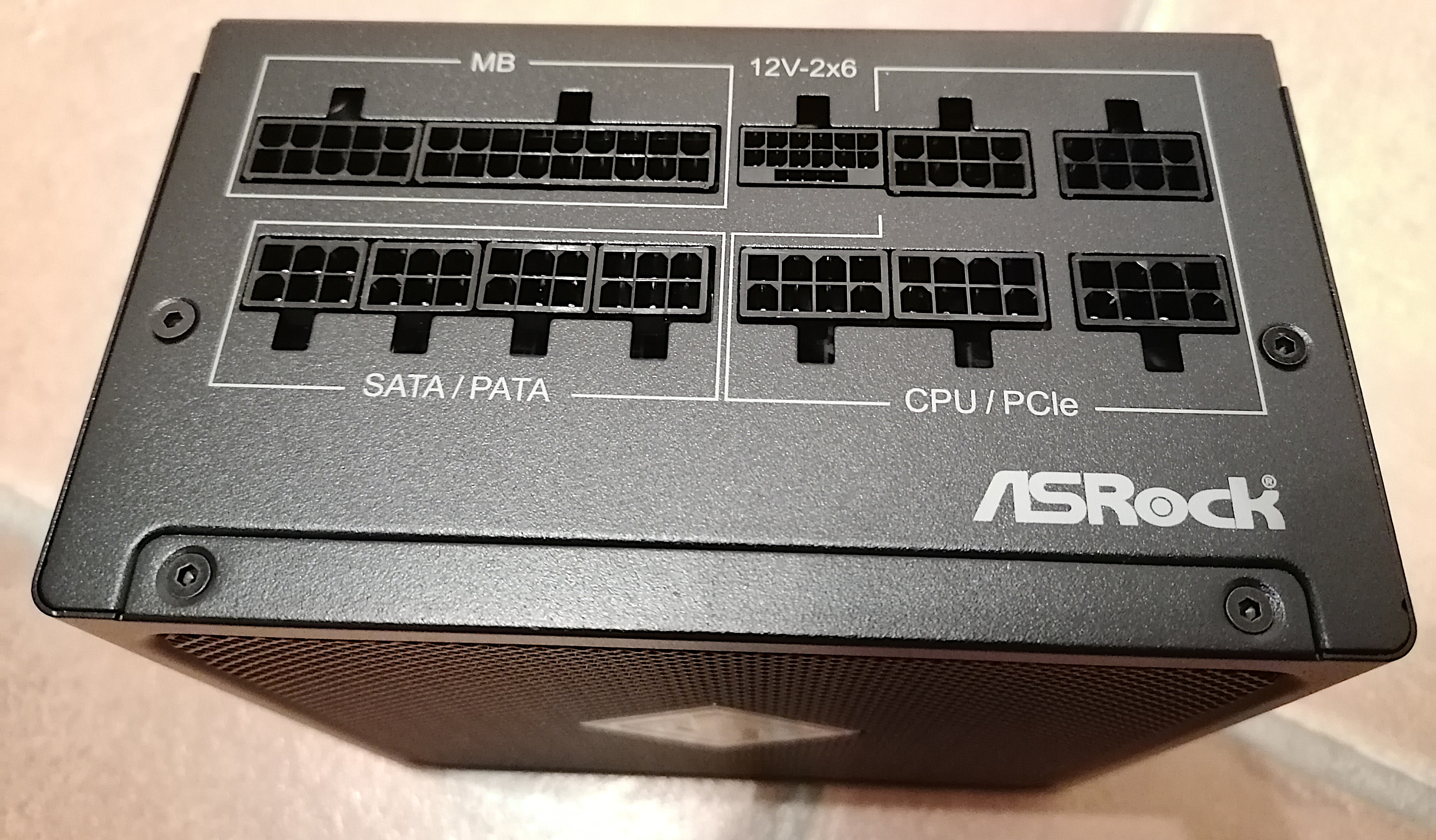
Anschlüsse eines vollmodularen PC-Netzteils

Seit 2006 werden bei einigen Netzteilen Stecksysteme für die internen Anschlüsse angeboten – „Kabelmanagement“ oder „modulares Netzteil“ genannt – und sind als US-Patent 7133293 B2 eingetragen. Dabei sitzen an der Innenseite des Netzteils mehrere Buchsenleisten. Die Kabel zu Grafikkarten und Laufwerken sind daran steckbar, seltener der Stecker zur Versorgung der Hauptplatine, der immer benötigt wird und dessen Kabel direkt aus dem Netzteil herausgeführt werden. Diese Systeme führen einerseits zu einer größeren Flexibilität, da nicht benötigte Kabel entfernt werden können, um den Kühlluftstrom weniger zu behindern und für einen aufgeräumteren Innenraum des PC-Gehäuses zu sorgen; die Kabel können darüber hinaus in unterschiedlichen Längen angeboten werden. Allerdings führen diese Steckverbindungen durch den Übergangswiderstand am Steckverbinder zu einer leicht verschlechterten Effizienz und die höhere Anfälligkeit für Wackelkontakte kann zu Ausfällen führen. Des Weiteren sind die Steckverbinder unterschiedlicher Netzteilmodelle trotz augenscheinlich gleicher Form häufig nicht identisch beschaltet, sodass die Weiterverwendung bestehender Kabel an einem anderen modularen Netzteil Fehlfunktionen oder Defekte zur Folge haben kann.

### Passiv gekühlte Netzteile
Als „passiv gekühlt“ wird ein Netzteil bezeichnet, das über keinen Lüfter zur Wärmeabfuhr, dafür über relativ große Rippenkühler verfügt. Selten wird ein Peltier-Element eingesetzt, das die Abfuhr größerer Wärmemengen erlaubt, aber wegen des sehr schlechten Wirkungsgrads den Stromverbrauch erhöht und selbst Wärme produziert, die das Innere des PC-Gehäuses weiter aufheizt und anderweitig abgeführt werden muss. Passiv gekühlte Netzteile sind selbst geräuschlos, die gegebenenfalls erforderlichen Gehäuse- und CPU-Lüfter oder Wasserkühlungen nicht.
Eine Abwandlung sind semi-passive Netzteile, die über einen Lüfter verfügen, der nur bei Bedarf eingeschaltet wird. Das ist bei einigen Netzteilen der Fall, die einerseits einen hohen Wirkungsgrad (~ 90 %) besitzen, wodurch weniger Abwärme produziert wird, und andererseits einen hohen Leistungsbereich abdecken, der zusätzliche Kühlung erfordern kann.

### Redundante Netzteile
Redundante Netzteile werden bei Servern und wichtigen Computern eingesetzt, um die Ausfallsicherheit zu erhöhen. Dabei sind zwei oder drei Netzteileinschübe in einem gemeinsamen Netzteilkäfig montiert. Die Einschübe können je nach Ausführung eine gemeinsame oder getrennte Netzzuleitungen über den Einbaurahmen haben. Das kann eine Schwachstelle sein, da die Elektronik des Einbaukäfigs nur einmal vorhanden ist. Besser sind Geräte mit einer passiven Backplane, bei denen jeder Einschub einen eigenen Netzanschluss aufweist. Bei getrennten Eingängen für die Netzspannung können verschiedene Sicherungen und wahlweise unterbrechungsfreie Stromversorgungen (USV) geschaltet werden. Falls einer der Netzteileinschübe ausfällt, läuft der Server ohne Unterbrechung weiter. Bei getrennten Eingängen läuft der Server weiter, wenn die USV durch einen Defekt ausfällt, wenn nur ein Eingang durch die USV geschleift ist und der andere Einschub noch mit Spannung versorgt wird. Erst ein Doppelfehler führt zum Ausfall. 2002 wurden kompakte, redundante Netzteile, die den Abmessungen standardisierter PC-Netzteile entsprechen, patentiert. Dennoch benötigt das Gehäuse einen vergrößerten Ausschnitt und andere Positionen der Schrauben.

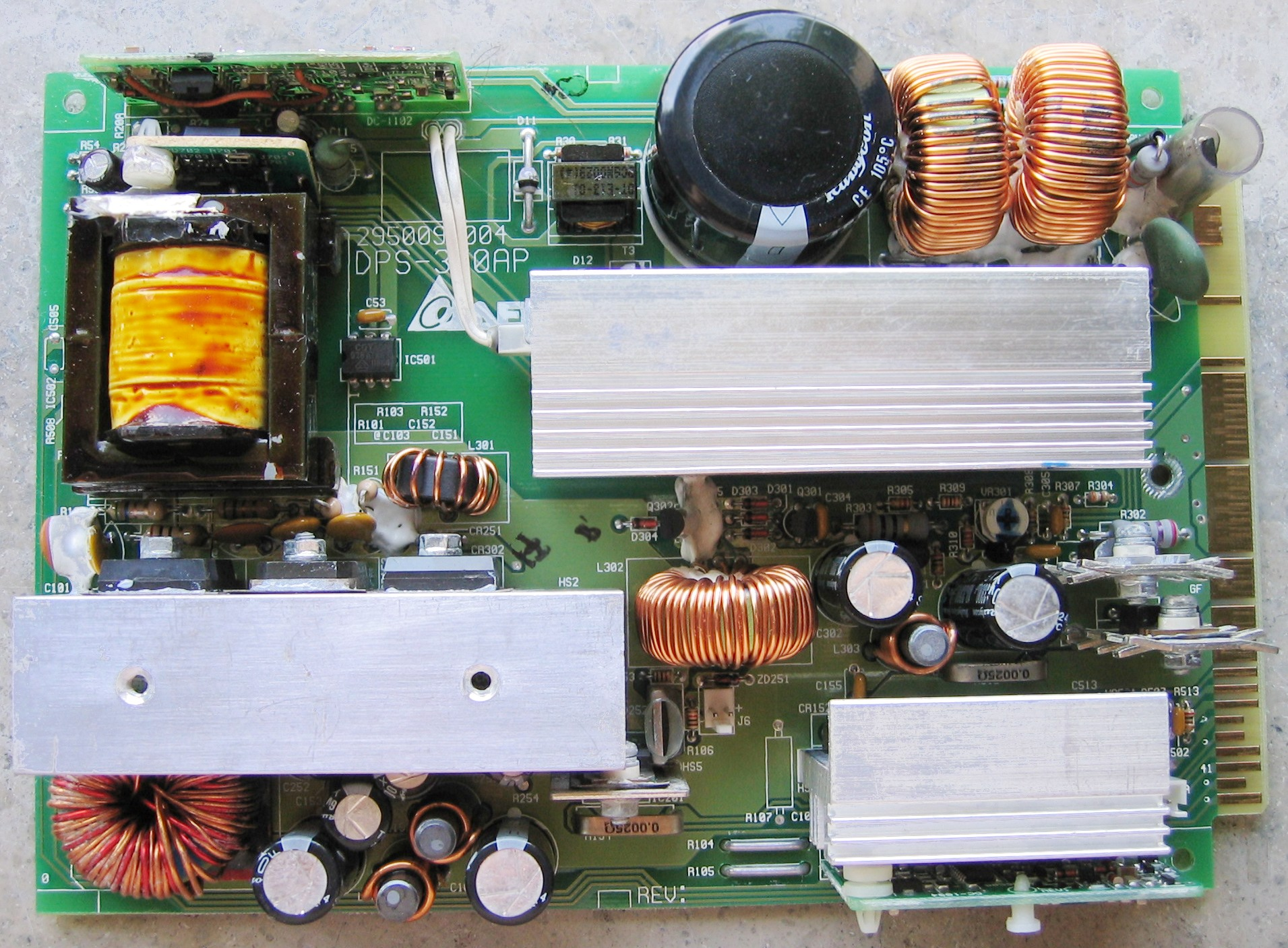
Leiterplatte eines redundanten Netzteil-Moduls
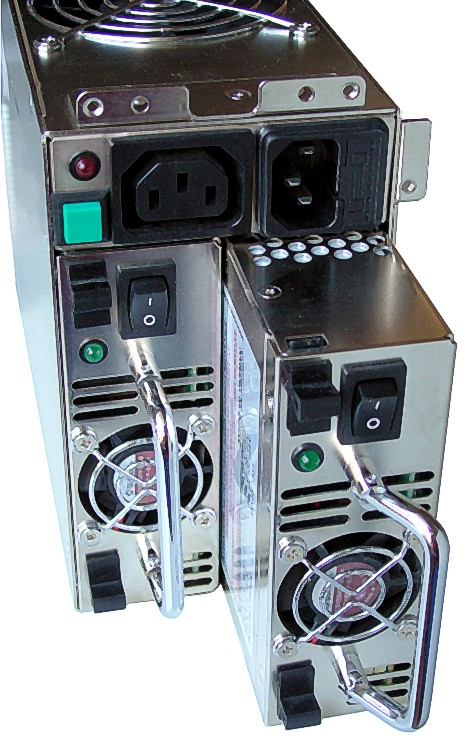
Redundantes PC-Netzteil für ein 19"-Gehäuse
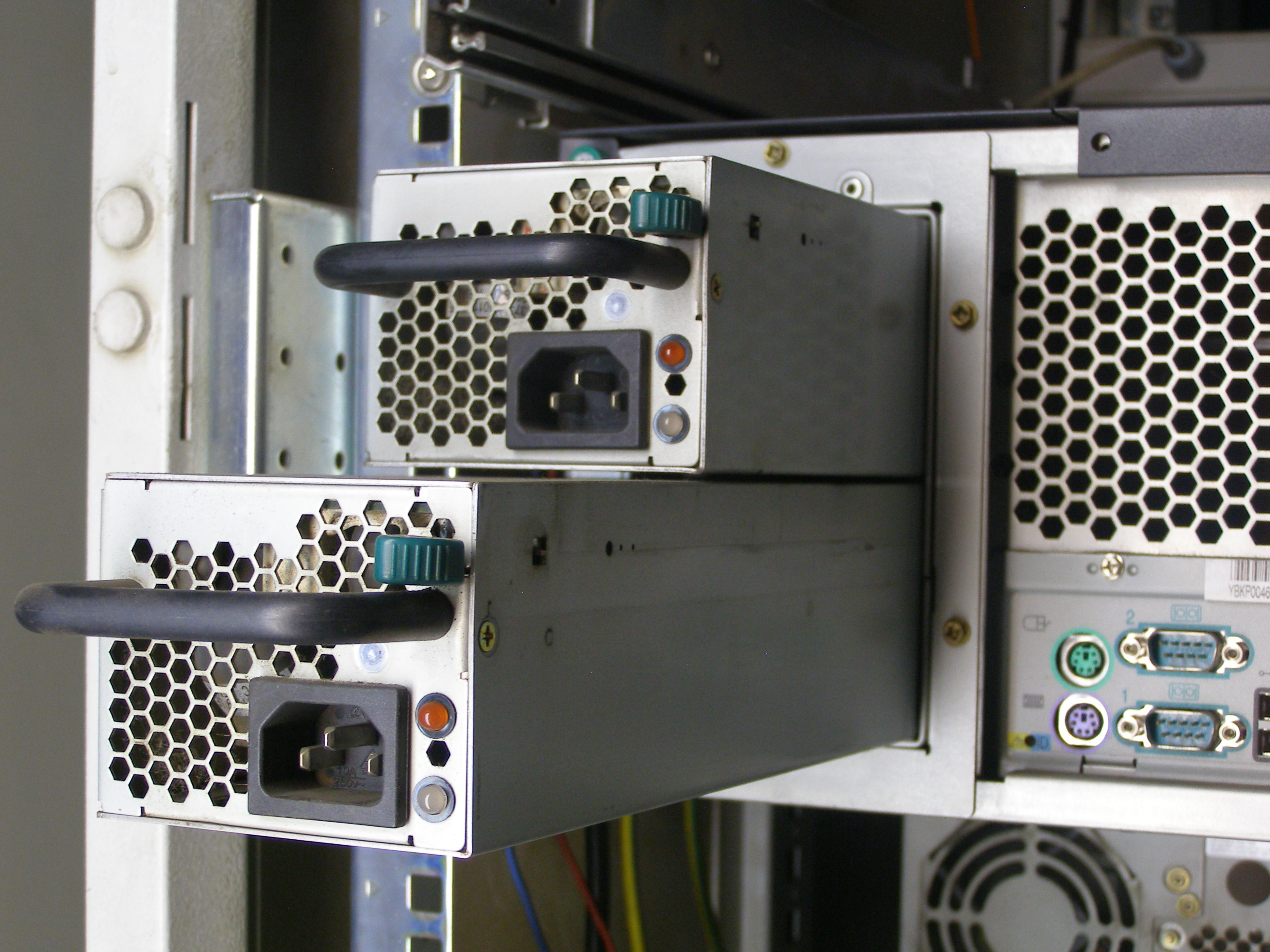
Redundantes PC-Netzteil mit separaten Eingängen

## Formate
Die Formate beschreiben mechanische und elektrische Eigenschaften, um das jeweilige Netzteil für möglichst viele entsprechende Computer passend zu machen.
Die Spezifikationen umfassen:
- Außenabmessungen
- Befestigungsmöglichkeiten wie Positionen der Schrauben
- Luftstrom zur Kühlung des gesamten Computers
- Steckerabmessungen
- Steckerbelegungen
- Mindestanzahl von Steckern
- Kabellängen
- Ausgangsspannungen
- Strom je Ausgangsspannung
- Wirkungsgrade

Nahezu sämtliche IBM-PC-kompatible Computer werden heute nach dem ATX-Format oder einem damit verwandten Format mit dem gleichen Anschlussstecker versorgt (SFX, TFX). Bis etwa Mitte der 1990er Jahre war das AT-Format üblich. Daneben gab es das kurzlebige BTX-Format in der Ära des Intel Pentium 4.
Maße und Befestigungsmöglichkeiten sind in den Gehäusenormen festgelegt, die jedoch nur die Breite und Höhe, nicht jedoch die Tiefe definieren. So kann die Verwendung eines leistungsfähigen Netzteils zu einem Platzproblem führen, das speziell bei kleinen Gehäusen thermische Probleme nach sich zieht. Die zur Montage standardisierter Netzteile geschnittenen Gewinde sind für 6-32er Schrauben und entsprechen dem Unified Thread Standard.
Es gibt Hersteller von PC-Komplettsystemen und Servern, die von den Standards der Steckerbelegung abweichen. Aus Kostengründen finden jedoch dieselben Steckerserien Verwendung. Das ist bei genauer Betrachtung der Kabelfarben und Reihenfolge bereits offensichtlich.

### AT-Format
| Farbe   | Pin  | Signal     |
| ------- | ---- | ---------- |
| orange  | P8.1 | Power Good |
| rot     | P8.2 | +5 V       |
| gelb    | P8.3 | +12 V      |
| blau    | P8.4 | −12 V      |
| schwarz | P8.5 | Masse      |
| schwarz | P8.6 | Masse      |
| schwarz | P9.1 | Masse      |
| schwarz | P9.2 | Masse      |
| weiß    | P9.3 | −5 V       |
| rot     | P9.4 | +5 V       |
| rot     | P9.5 | +5 V       |
| rot     | P9.6 | +5 V       |

| Farbe   | Pin | Signal |
| ------- | --- | ------ |
| gelb    | 1   | +12 V  |
| schwarz | 2   | Masse  |
| schwarz | 3   | Masse  |
| rot     | 4   | +5 V   |

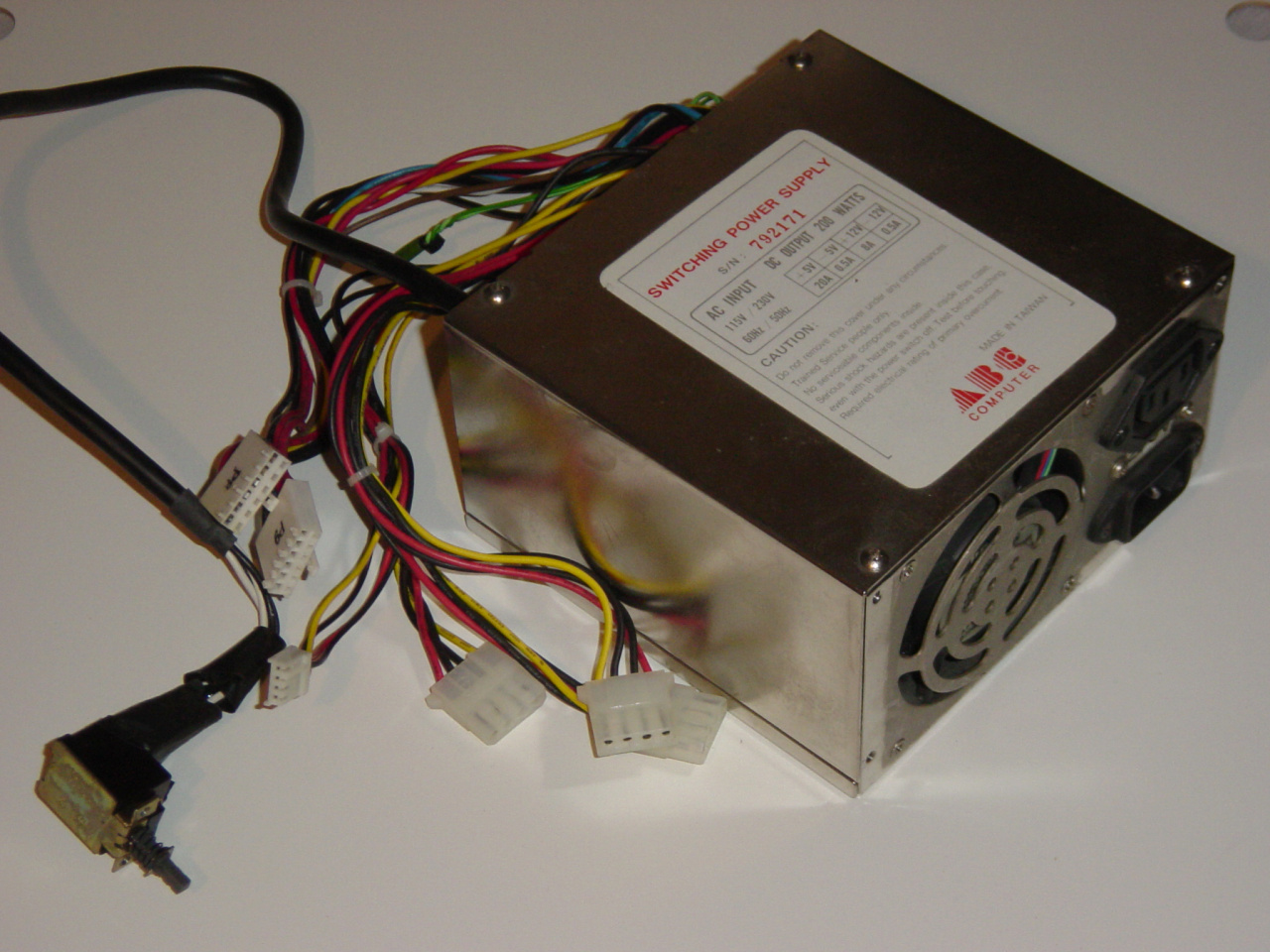
AT-Netzteil

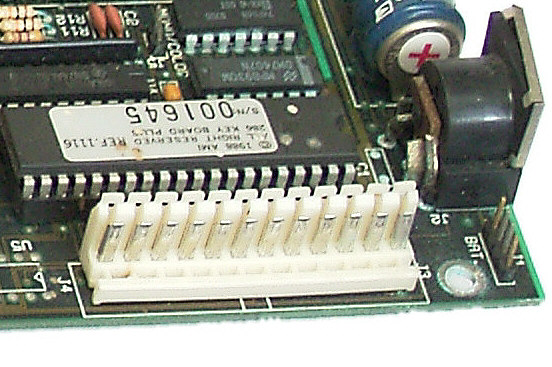
Anschlussleiste AT-Hauptplatine

Die AT-Netzteile (Advanced Technology) basieren auf einer von IBM im Jahr 1984 eingeführten Spezifikation. Sie unterscheiden sich von heutigen Netzteilen insbesondere dadurch, dass sie einen herausgeführten Schalter besitzen. Diese Schalter befanden sich ursprünglich direkt im Netzteilgehäuse und waren auf der Rückseite oder durch eine Gehäuseaussparung seitlich erreichbar. Später wurden sie mittels einer Netzleitungsverlängerung in der Front des PC-Gehäuses untergebracht, wobei es keinen übergreifenden Standard für die Art, die mechanische Bauform und die Montage des verwendeten Schalters gibt.
Sie schalten das Netzteil und damit den PC auf der Netzspannungsseite physikalisch aus, womit keine Standby-Funktionalität möglich ist.
Ferner ist der Stromanschluss für ein AT-Mainboard mit zwei mechanisch identischen, jedoch unterschiedlich belegten Steckern ausgeführt. Im Normalfall werden sie nebeneinander gesteckt, mit den schwarz markierten Adern zueinander. Die beiden Steckerhälften waren nicht mechanisch kodiert und konnten daher vertauscht aufgesteckt werden, was zu einem Kurzschluss und überwiegend Schäden an der Hauptplatine führt.

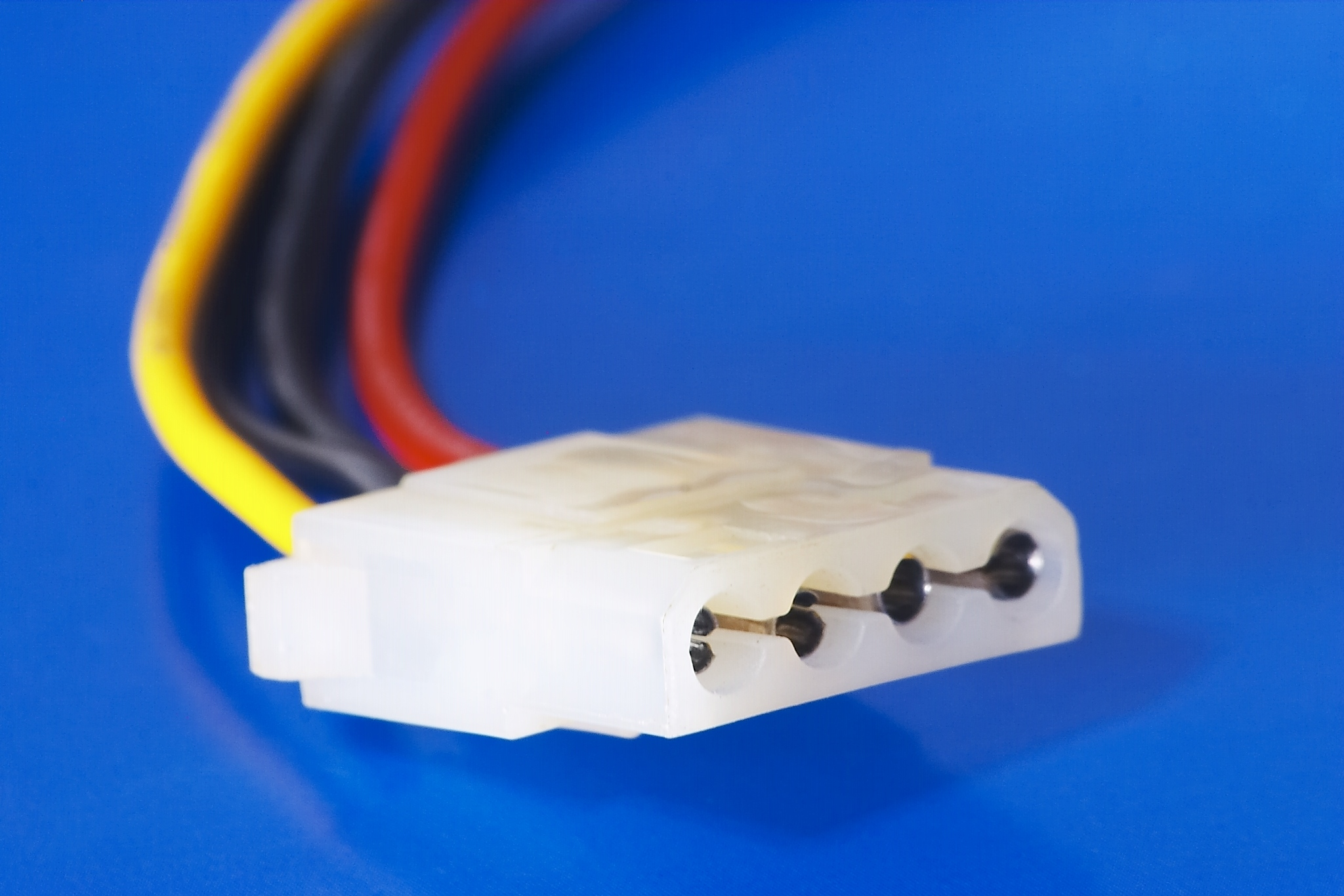
Molex-Steckverbinder 8981 für zusätzliche interne Peripheriegeräte, z. B. in Laufwerkseinschüben; eine kleinere Alternative, z. B. bei 3,5″-Diskettenlaufwerken, ist der sogenannte Berg-Stecker. Mit SATA-Festplatten wurde um 2000 ein neuer Stromstecker eingeführt

An Steckverbindungen bieten diese Netzteile:
- zweiteiliger Stecker (2 × 6) zur Stromversorgung der Hauptplatine (±12 V, ±5 V und GND)[1]
- 4-Pin-Molex, Produktreihe 8981, oder Tyco Electronics AMP 61314-1[3] für interne Peripherie wie Festplatten u. Ä., 5 und 12 V, mit Kabeln der Stärke 18-AWG. Verwendet von IBM in Computern seit 1981.[1]
- 4-Pin-BERG- oder AMP-171822-4[3]-Stecker für Diskettenlaufwerk-Stromversorgung (5 und 12 V) mit Kabeln der Stärke 20-AWG

### ATX-Format

#### Stecker

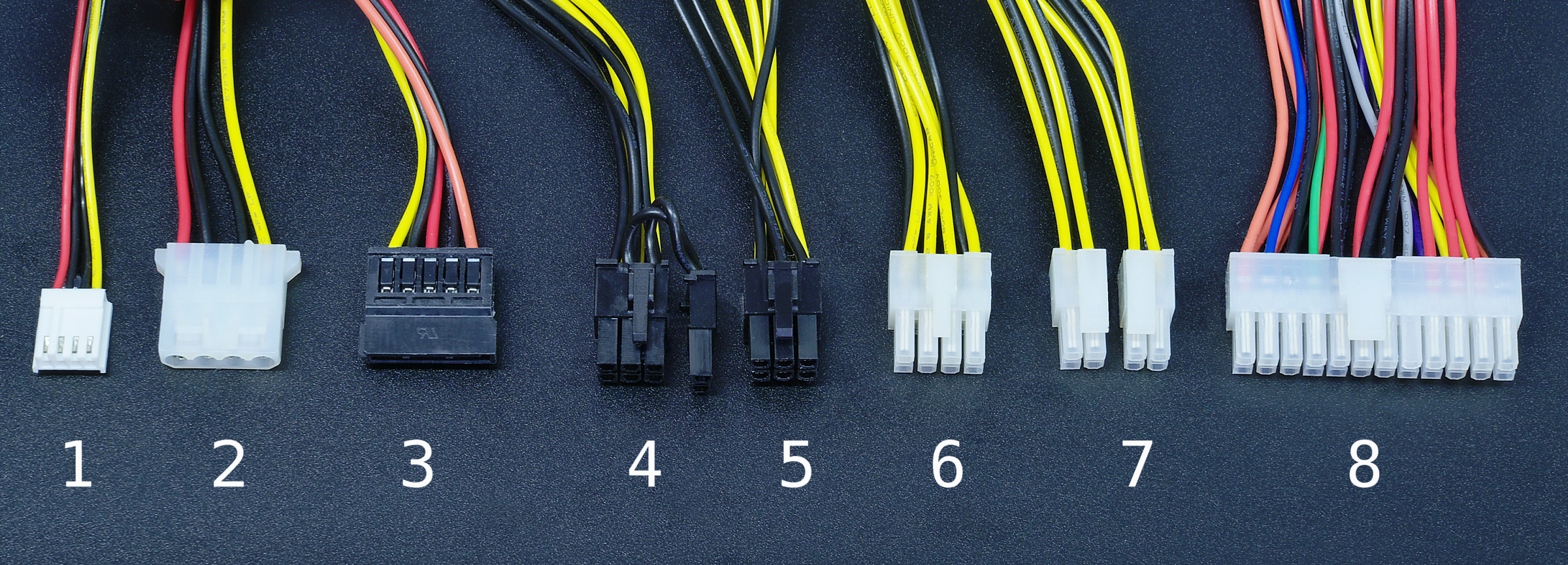
Anschlüsse eines ATX-2-Netzteils
3: SATA-Stromanschluss mit 3,3 V und gecrimpten Kabeln

ATX steht für Advanced Technology Extended. Bei ihrer Einführung 1995 verfügten diese PC-Netzteile über folgende Steckverbinder:
- Molex, Produktreihe 5566: 20 Pin (Steckerbelegung) zur Stromversorgung der Hauptplatine, der die beiden 6-poligen Stromversorgungsstecker der AT-Hauptplatine ablöste

Übernommen wurden:
- Molex, Produktreihe 8981: 4 Pin (für interne Peripherie), den AsusTek patentiert ab 2002 auf Hauptplatinen einsetzte.[31]
- Der 4-polige BERG-Stecker für die Stromversorgung von Diskettenlaufwerken

Geändert übernommen wurde:
- optional der 6-polige AUX-Stecker, der aus der Serie der AT-Hauptplatinen-Anschlüsse war[1]

Außerdem in neueren Ausführungen:
- Molex, Produktreihe 5566: 24 Pin statt 20 Pin (Steckerbelegung) zur Stromversorgung der Hauptplatine (Molex 39-01-2240 24-Pin[32])
- Molex, Produktreihe 5557
  - 4 Pin Hauptplatine (ATX12V bzw. „Intel-P4-fähig“)
  - 8 Pin Hauptplatine, Molex 39-01-2080[32] (EPS12V-Standard, statt des 4-Pin-Steckers, Intel-Multicoreprozessoren nach Core 2, i7 etc.)[1]
  - 6- oder 8-Pin-PCI-E (Anzahl variiert, meist für leistungsstarke PCI-E-Steckkarten wie Grafikkarten)
- Molex: 15-polige Stecker der Produktreihe 67926 mit Schneid-Klemm-Kontakten bzw. Produktreihe 67582 mit Crimpkontakten für S-ATA-Stromanschlüsse für S-ATA-Geräte
- optionaler Tachosignalstecker zum Anschluss auf der Hauptplatine zum Auslesen der Netzteillüfter-Drehzahl. Hier ist nur das Tachosignal auf den Pin 3 angeschlossen. Der Lüfter wird vom Netzteil selbst gespeist. Daher sind die Pins 1 und 2 nicht belegt.

In neueren Ausführungen fiel weg:
- der 6-polige AUX-Stecker
- die Leitung für −5 V im 20- oder 24-poligen Hauptplatinen-Anschluss

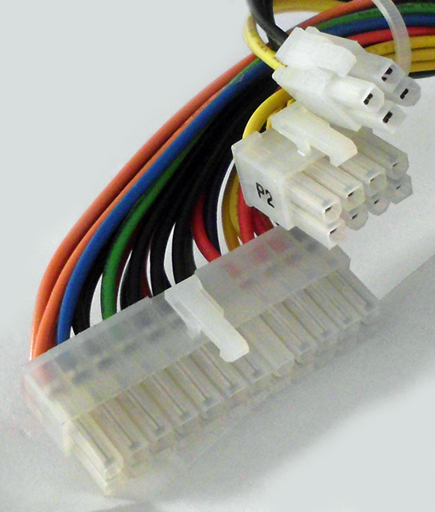
24-Pin-Hauptstrom-, 8-Pin-CPU- und 4-Pin-CPU-Stecker, netzteilseitig
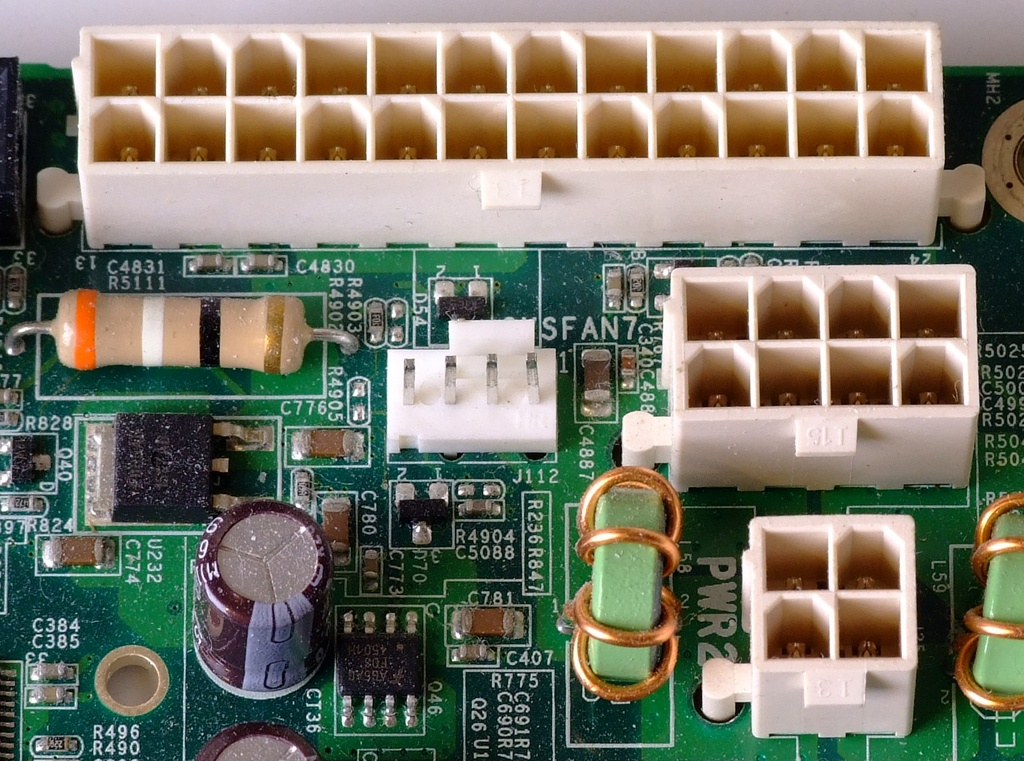
24-Pin-Hauptstrom-, 8-Pin-CPU- und 4-Pin-CPU-Anschlüsse auf dem Mainboard
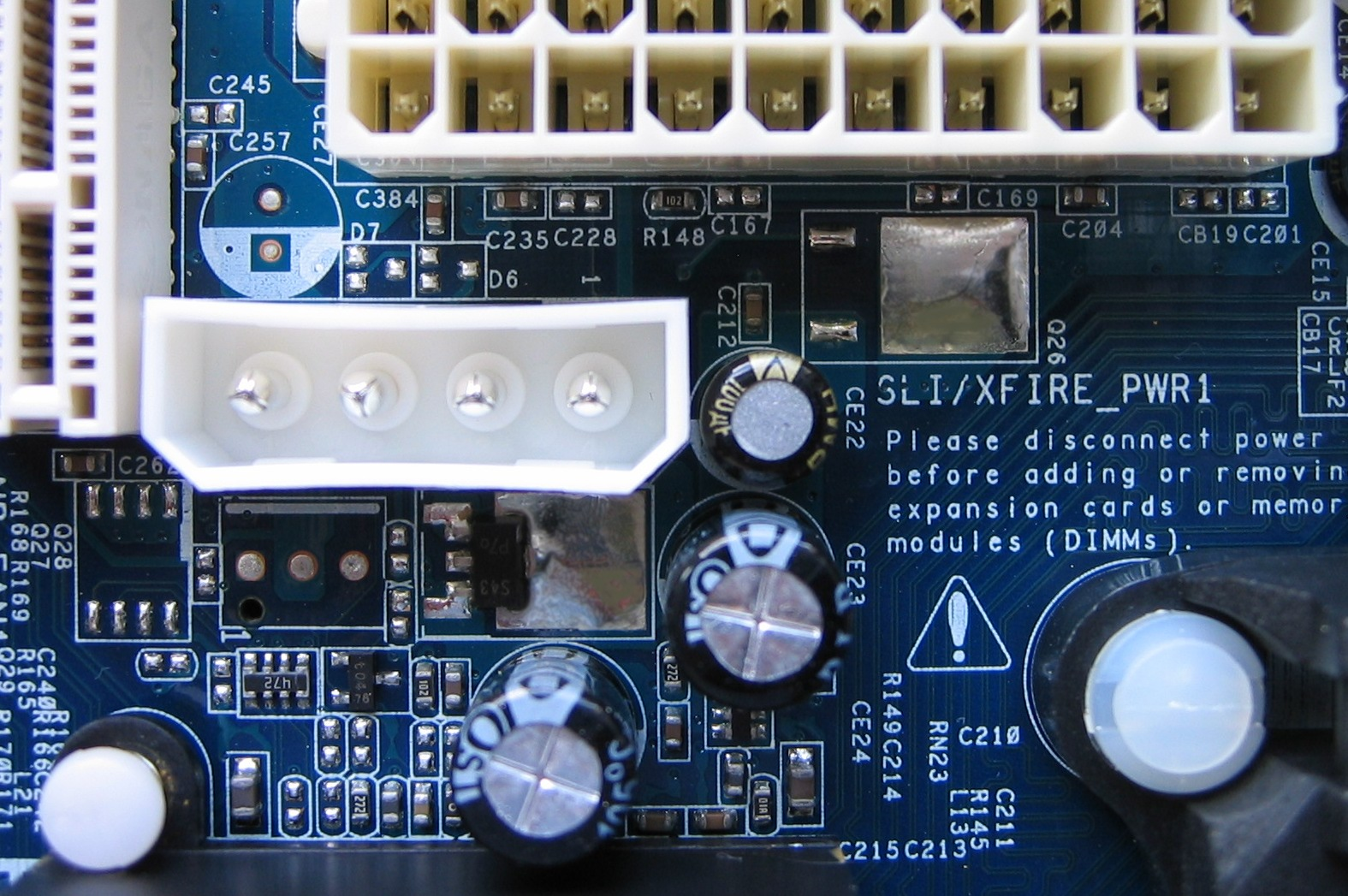
4-poliger „Molex“-Stromanschluss 8981 (nach US-Patent 6827589 B2 von AsusTek),[31] meist optional
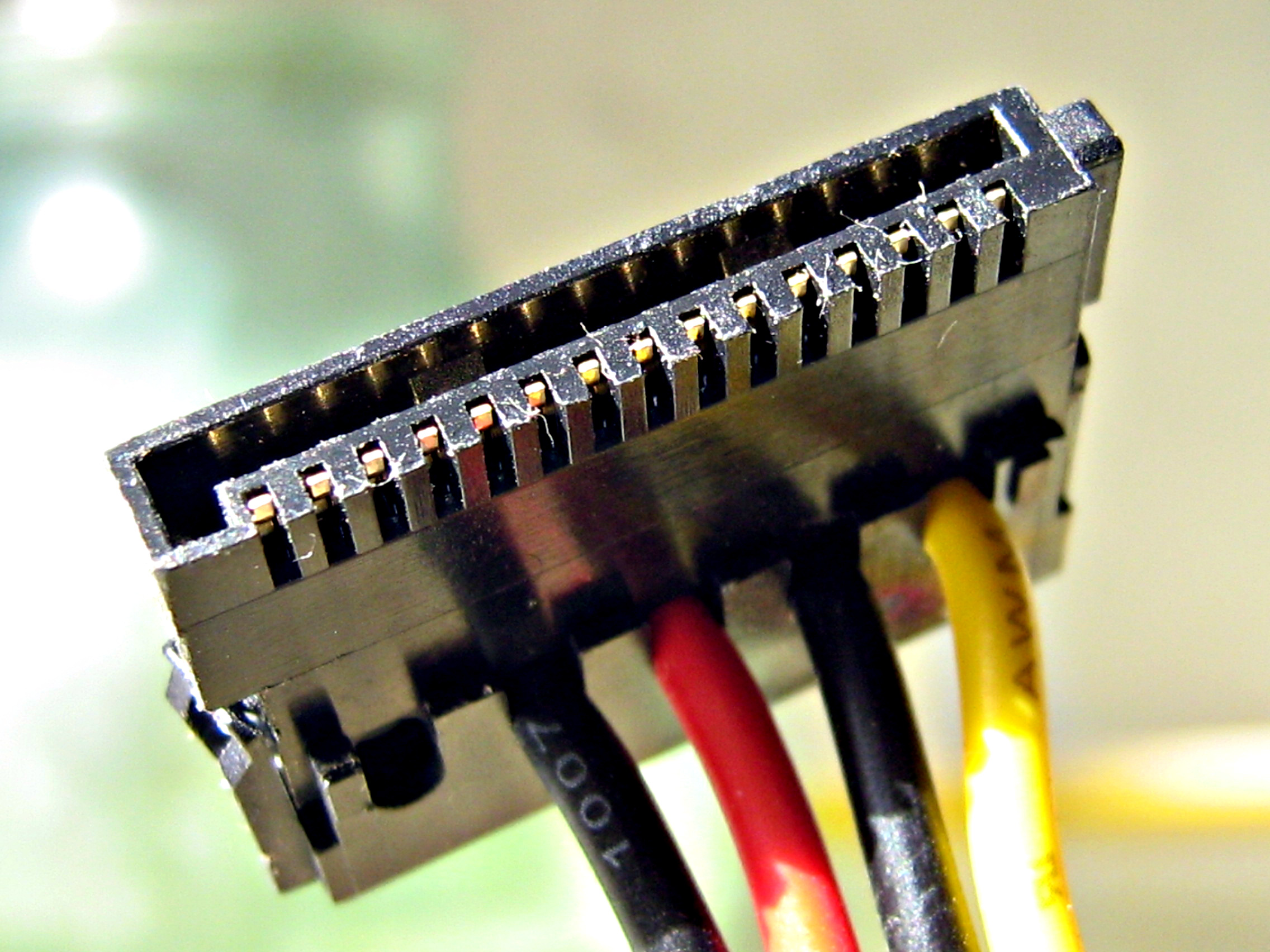
SATA-Stromanschluss ohne 3,3 V mit Schneidklemmen
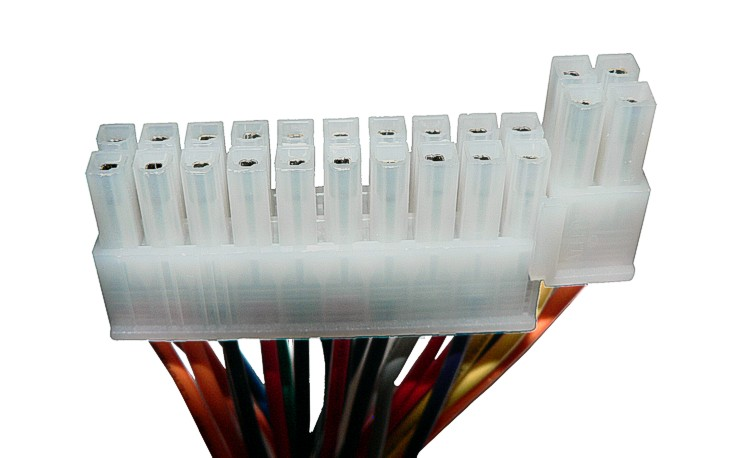
ATX-20-Pin-Hauptplatinenanschluss mit 4-Pin-Erweiterung

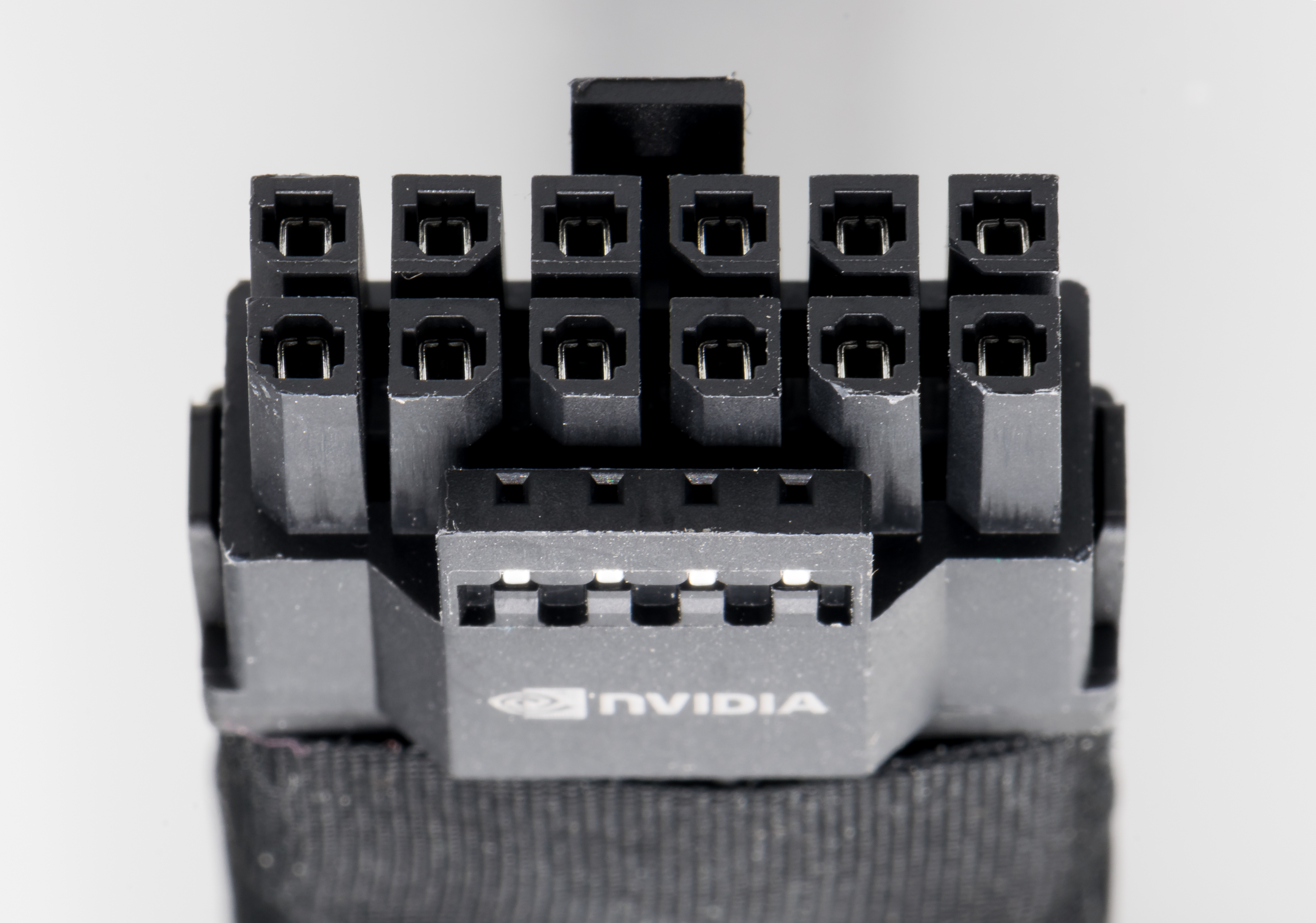
12VHPWR-Stecker

Seit 2022 gibt es den 16-poligen 12VHPWR-Standard, der ursprünglich im Rahmen von PCI Express 5.x definiert und bisher nur von Nvidia eingesetzt wurde. Dieser soll für besonders stromhungrige Grafikkarten (max. 55 A bzw. 600 W) wie z. B. Nvidia RTX 4090 die Stromversorgung sicherstellen. Sie dienen als Ersatz für 6- oder 8-Pin-PCI-E-Anschlüsse, welche offiziell jedoch im Vergleich zum neuen Standard etwas unter den Möglichkeiten (max. 150 W) spezifiziert sind. Beim 12VHPWR-Standard sind 8,3 A pro Pin erlaubt, beim alten 8-Pin-Standard jedoch nur 4,16 A. Als Gegenargument wird häufig angeführt, dass der alte 8-Pin-Standard mit mehreren Steckern einen höheren Sicherheitspuffer hätte. Dieser Standard wurde auch bereits zu Beginn heiß diskutiert, da es zu schmelzenden Steckern kam. 12VPHPWR wurde deswegen durch die kleine Revision 12V-2x6 innerhalb des Standards ATX 3.1 (PCIe Base 6.0) ersetzt, welche eine kleine Veränderung bei den Kontakten hat. Die PWR- und GND-Pins wurden dabei lediglich um 0.25 mm verlängert, um den Kontakten beim Biegen des starren Kabels eine bessere Verbindung zu geben. Es wurde unabhängig davon, jedoch auch von einigen PC-Magazinen und Reviewern, festgestellt, dass es Grafikkarten gibt, z. B. RTX 4070 FE, die Sense-Pins aufweisen, deren Spitzen tiefer in der Buchse enden. Die Revision sieht auch eine Temperaturbelastung bei 105 °C über sieben Tage vor. Kritisiert wird ebenso der geringe erlaubte Biegeradius, welcher Probleme mit üblichen PC-Gehäusen bringt, weil schlichtweg zu wenig Platz vorhanden ist. Als Lösung werden hierzu Winkeladapter angeboten. Alternativ lässt sich die Grafikkarte auch vertikal verbauen. Der Anschluss lässt sich in vielen Fällen nicht ans Ende der Karte setzen, da der Kühler die Platine in der Länge überragt.
Intel hat im ATX-Standard die Stecker nach Hersteller spezifiziert und räumt dabei die Verwendung kompatibler Steckertypen ein. Es sind längst andere Hersteller am Markt vertreten. Ihnen sind kleine Modifikationen zu verdanken, die Stecker flexibler einsetzbar machen.

#### Netzteil

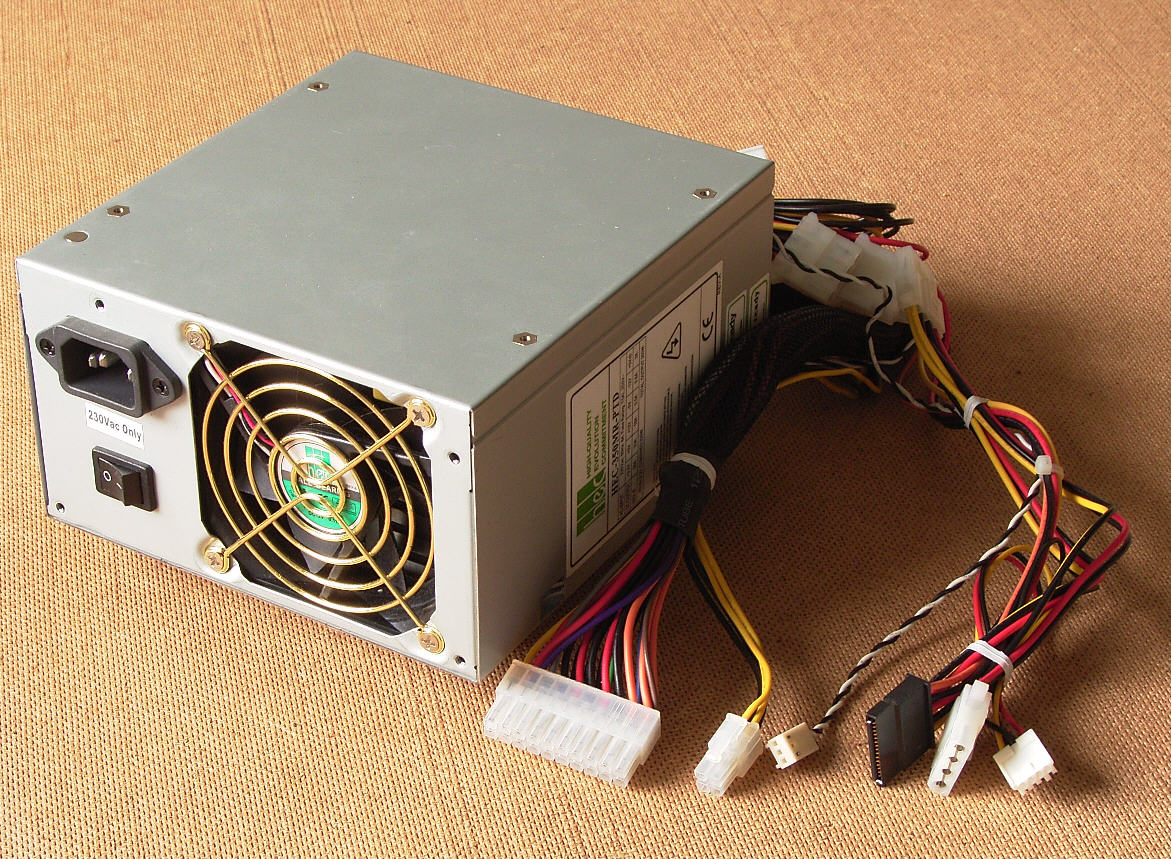
Standard-ATX-Netzteil

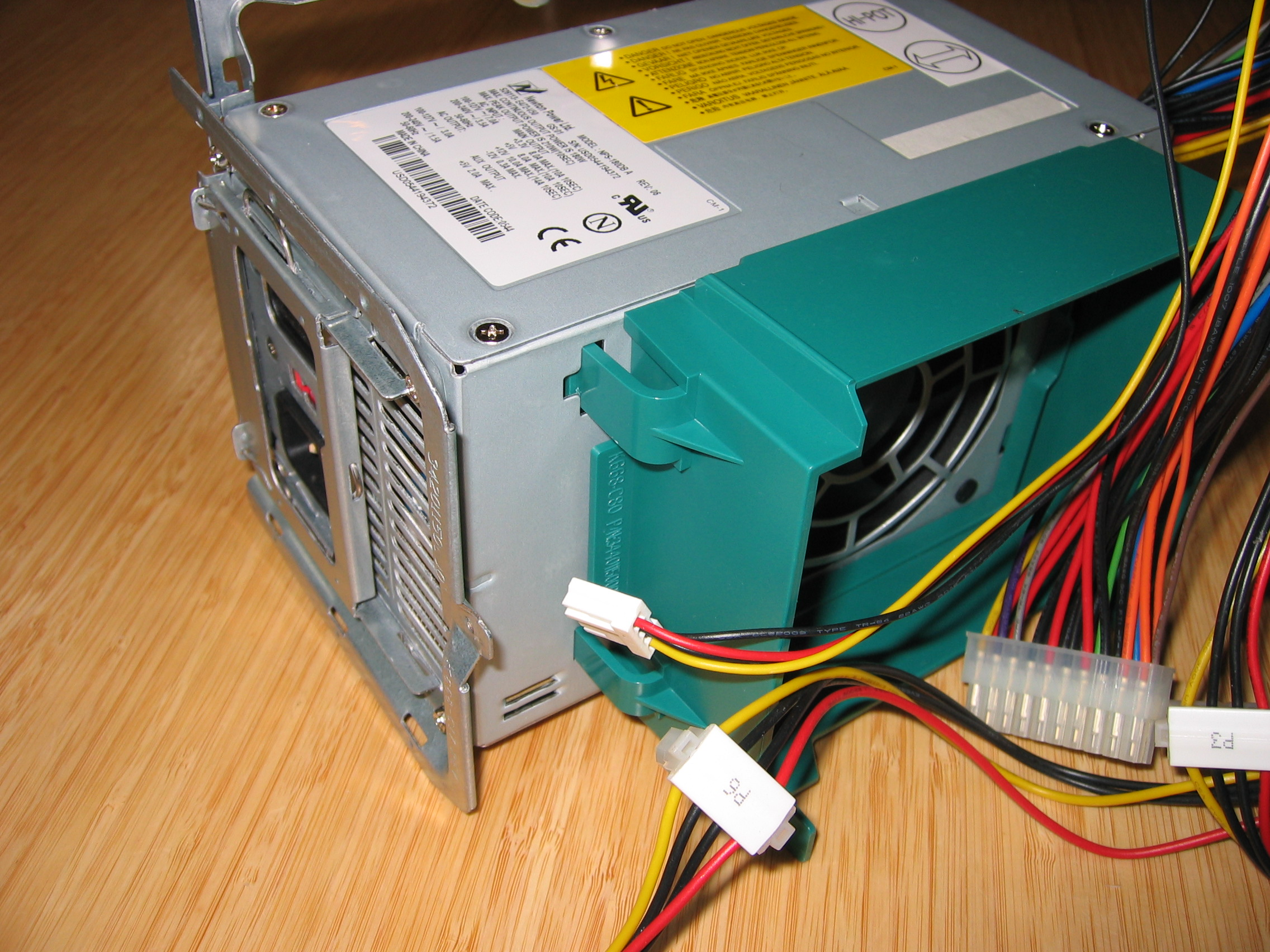
PC-Netzteil für Fujitsu Siemens

Die übliche Bauform eines PC-Netzteils ist ein quaderförmiges Blechgehäuse, abmessungsgleich mit dem AT-Netzteil, jedoch um 180° gedreht, da die liegende Leiterplatte im Luftstrom lag. Das Netzteil hat eine Kaltgeräte-Buchse nach IEC 60320 C14 für die Netzspannung, optional einen Netzschalter (dann in seltenen Fällen – vom AT übernommen – eine mitgeschaltete Kaltgeräte-Buchse nach IEC 60320 C13 für die Stromversorgung des Monitors) sowie einen oder mehreren Lüftern. Ab spätestens 16 A Eingangsstrom, was bei 1472 W Ausgang und 115 V Eingang bei 80 % Wirkungsgrad auftritt, werden IEC-60320 C19/C20 eingesetzt. Die Lüfter dienen nicht nur der Kühlung des Netzteils selbst, sondern der Kühlung des Rechners insgesamt, indem der Luftstrom aus dem Rechnergehäuse durch das Netzteil nach außen gefördert wird. Computer- und Netzteilgehäuse haben diverse Schlitze und Öffnungen durch die der Luftstrom gelangt.
Bei leistungsstarken Computern reicht die Kühlwirkung des Netzteillüfters allein meist nicht mehr aus und muss durch andere Maßnahmen, beispielsweise zusätzliche Gehäuselüfter, ergänzt werden.
Das Netzteil wird am Ausschnitt der Rechnergehäuse-Rückwand mit vier Schrauben befestigt. Es existieren Sonderbauformen, z. B. wassergekühlte Umbauten. Diese sind nicht im ATX-Standard definiert, tangieren diesen nur selten. Bei Wasserkühlung an Netzteilen (oder über Netzteilen im Falle eines undichten Systems) ist auf die elektrische Sicherheit zu achten. Die Sicherheitsvorschriften sind so ausgelegt, dass konstruktionsseitig Maßnahmen ergriffen sein müssen, die im Fehlerfall eine Gefährdung ausschließen.
PC-Netzteile müssen mindestens folgende Ausgangsspannungen zur Verfügung stellen: +12 V, +5 V, +3,3 V, −12 V, +5 V SB (Standby-Spannung), wobei nach ATX 2.0 bis 2.2 mindestens zwei +12-V-Schienen vorhanden sein müssen (diese Anforderung wurde mit ATX 2.3 wieder fallengelassen). Der Nutzen mehrerer 12-V-Leitungen ist umstritten, da diese ursprünglich dafür vorgesehen waren, eine stabile Stromversorgung bei zunehmender Last zu gewährleisten. Eine 12-V-Leitung darf laut ATX-Spezifikation (bis Version 2.2) nicht mit mehr als 20 Ampere belastet werden, bevor eine zusätzliche Leitung notwendig wird. Es hat sich gezeigt, dass die Netzteilhersteller keine Probleme haben, ihre Netzteile so zu entwickeln, dass sie eine höhere Leistung weit über 20 Ampere hinaus leisten können. Bei Verlängerungs-, Y- und Adapterkabeln kann die Kurzschlussfestigkeit beeinträchtigt sein.
Die Spannungen werden u. A. für Folgendes gebraucht:
- +12 V: Spannungswandler für CPU und Grafikkarte, Laufwerksmotoren, Lüfter
- +5 V: Laufwerke, USB-Anschlüsse, Tastatur/Maus, ältere CPUs und Grafikkarten
- +3,3 V: traditionell für den Chip- und SIMM-Arbeitsspeicher und für einige der Hauptplatinen-Teile, bei älteren Hauptplatinen für die CPU
- −5 V, −12 V: werden nicht in allen Systemen gebraucht, z. B. Soundkarten, serielle Schnittstellen. Die −5-V-Leitung ist in den neuen ATX-Standards nicht mehr zwingend vorgeschrieben und daher nicht mehr bei jedem Netzteil vorhanden.
- +5 V SB: ausschließlich für Standbymodus

|           | Breite     | Höhe | Tiefe |
| --------- | ---------- | ---- | ----- |
| ATX / BTX | 150        | 84   | 140   |
| ATX large | 150        | 84   | 180   |
| ATX – EPS | 150        | 84   | 230   |
| CFX       | 101,6+48,4 | 86   | 96    |
| SFX       | 125        | 63,5 | 100   |
| TFX       | 85         | 65   | 175   |
| LFX       | 62         | 72   | 210   |
| FlexATX   | 81,5       | 40,5 | 150   |

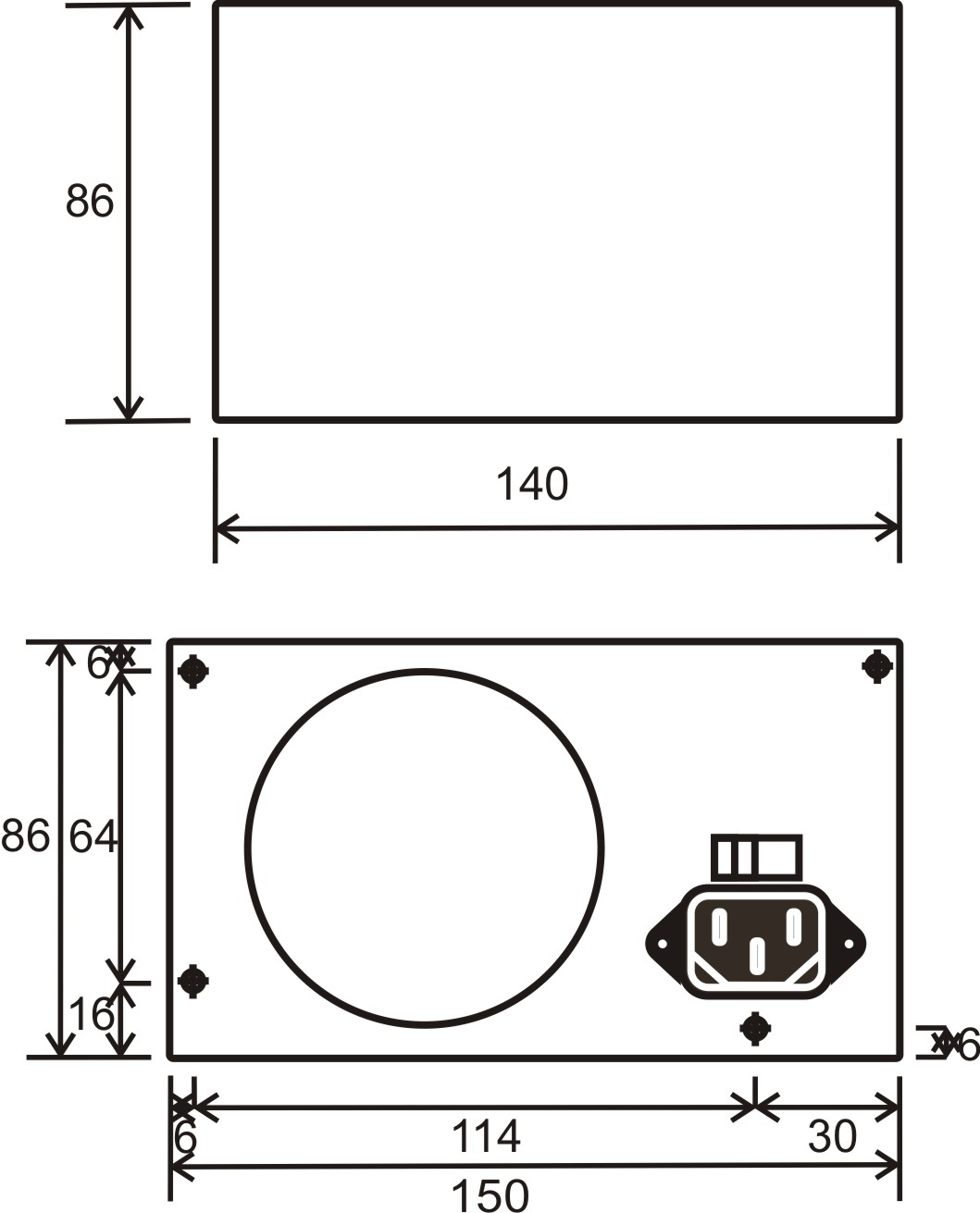
Mechanische Spezifikation zum Einbau ins PC-Gehäuse (AT/ATX-Format)

Die Tiefe ist bezüglich ATX und EPS ein Richtwert. Leistungsfähige Netzteile erreichen über 19 cm Einbautiefe. Für den Einbau in kleine Gehäuse sind die Maße wichtig.
| Farbe | Signal       | Pin | Pin1    | Signal                | Farbe |
| --- | ------------ | --- | ------- | --------------------- | ----- |
| | +3,3 V       | 1   | 13 (11) | +3,3 V + Rückmeldung2 |       |
| | +3,3 V       | 2   | 14 (12) | −12 V                 |       |
| | Masse        | 3   | 15 (13) | Masse                 |       |
| | +5 V         | 4   | 16 (14) | Power On              |       |
| | Masse        | 5   | 17 (15) | Masse                 |       |
| | +5 V         | 6   | 18 (16) | Masse                 |       |
| | Masse        | 7   | 19 (17) | Masse                 |       |
| | Power Good   | 8   | 20 (18) | −5 V3                 |       |
| | +5-V-Standby | 9   | 21 (19) | +5 V                  |       |
| | +12 V        | 10  | 22 (20) | +5 V                  |       |
| | +12 V        | 11  | 23      | +5 V                  |       |
| | +3,3 V       | 12  | 24      | Masse                 |       |
| 1 In Klammern die Anschlusszählung für den 20-Pin-Stecker 2 Dieser Pin ist meist mit zwei Leitungen belegt: Eine führt 3,3 V, die zweite, oft dünnere und gelegentlich in anderer Farbe, dient als Messleitung zur besseren Spannungsregulierung („Sense“) 3 Ist 2005 weggefallen, seitdem unbelegt |              |     |         |                       |       |

#### Spannungstoleranzen bei ATX-Netzteilen
Es sollten alle Verbraucher (Festplatten, Mainboard, Optische Laufwerke, …) beim Messen angeschlossen sein.
| Farbe | Signal   | Toleranz ± | Min.     | Max.     |
| ----- | -------- | ---------- | -------- | -------- |
|       | Masse    |            |          |          |
|       | +3,3 V   | 5 %        | +3,14 V  | +3,47 V  |
|       | −12,0 V  | 10 %       | −10,80 V | −13,20 V |
|       | +5,0 V   | 5 %        | +4,75 V  | +5,25 V  |
|       | −5,0 V   | 10 %       | −4,50 V  | −5,50 V  |
|       | +5,0 V   | 5 %        | +4,75 V  | +5,25 V  |
|       | +12,0 V  | 5 %        | +11,40 V | +12,60 V |
|       | Power On |            |          |          |

#### Standby-Schaltungen
Auf der Rückseite von ATX-Netzteilen befindet sich meistens ein Netzschalter, der die Stromversorgung des Netzteils komplett ausschaltet. Der normale ATX-Schalter am Gehäuse ist nicht mit dem Netzteil verbunden, sondern mit der Hauptplatine. Die Wirkung ist, dass der Rechner nicht komplett vom Netz getrennt ist, sondern dass auch bei „ausgeschaltetem“ Rechner Strom verbraucht wird (meist unter 5 W, falls externe USB-Geräte versorgt werden, entsprechend mehr) über eine „Standby“-Schaltung des Netzteiles, und dass der Rechner befähigt wird, über den Einschalttaster (regulärer Start), über eine Tastatur („wake on key“), durch ein PCI- oder PCIe-Gerät, über ein Modem oder Netzwerk „aufgeweckt“ zu werden („Wake On Modem“, „Wake On LAN“). Bei vielen Firmware/BIOS-Ausführungen gibt es die Möglichkeit, den Rechner nach einem Zeitplan von der Systemzeit aufzuwecken. Auch durch viele andere Ereignisse kann man den Rechner aufwecken, wenn es durch die Firmware unterstützt wird (z. B. durch coreboot). Die Hauptplatine legt dazu das „Signal Speisung ein“ (Pin 16 bei ATX-24, Pin 14 bei ATX-20) des Netzteilsteckers auf Masse, daraufhin geht das Netzteil in den normalen Betriebsmodus. Diese Betriebsmodi können im BIOS des Computers konfiguriert werden. Sie funktionieren nur mit angeschlossener Stromversorgung und einem vorhanden „Standby“-Betrieb des Netzteiles. Standby-Schaltungen stehen aufgrund ihres kontinuierlichen Stromverbrauches in der Kritik. Es bestehen Sicherheitsrisiken, wenn ferngesteuert aufweckbare Rechner nicht gesichert sind, wenn sie also beispielsweise mit einer Firewall ausgestattet sind, die in der Startphase attackierbar ist, oder nach dem Einschalten für einen unüberwachten Betrieb ausgelegt sein sollte. Deshalb lassen sich diese Funktionen bei vielen Hauptplatinen ausschalten.

### BTX-Format
Der zu seiner Zeit thermisch sehr anspruchsvolle Prozessor Pentium 4 erforderte ein besonderes Luftströmungsregime im Gehäuseinneren, um ausreichend gekühlt zu werden. Zu diesem Zweck wurde das aufwändige Format BTX (für Balanced Technology Extended) entwickelt, das unter anderem verschiedene Innentüren enthält, die während des Betriebs geschlossen bleiben müssen, damit die Kühlluft dorthin strömt, wo sie benötigt wird.
Das Netzteil unterscheidet sich gegenüber ATX hauptsächlich in einer wesentlich höheren Leistung als bei ATX üblich und einem zusätzlichen 4-poligen 12-V-Stecker, der eine störungsfreie Übertragung der hohen Ströme der 12-V-Schaltkreise gewährleisten soll. Dieser 12-V-Stecker wurde als ATX12V auch ins ATX-Format übernommen – dadurch sind ATX-Netzteile mit den BTX-Netzteilen elektrisch und mechanisch vollkommen identisch und untereinander austauschbar. Hauptplatinen und Gehäuse im BTX-Standard hatten sich nicht am Markt halten können und wichen den ATX-kompatiblen Standards.

### CFX-Format
Dieses für kleinere Gehäuse entwickelte Format ist als Erweiterung des BTX-Formats zu sehen. Im unteren Bereich ist dieses Netzteil nur 101,6 mm breit und verbreitert sich nach 46 mm auf 150 mm. Die Höhe beträgt insgesamt 86 mm und die Tiefe 96 mm.
| Schiene | Farbe          |
| ------- | -------------- |
| 12V1    | Gelb (schwarz) |
| 12V2    | Gelb           |
| 12V3    | Gelb (blau)    |
| 12V4    | Gelb (grün)    |

### EPS-Format
Als Erweiterung zum ATX-Format gibt es das EPS-Format (Entry Level Power Supply) für noch stärkere Netzteile für Workstations und Server. Hier kommen Einbautiefen von 140, 180 und 230 mm vor. Derartige Netzteile erhielten Einzug in Desktops und sind mit herkömmlichen ATX-Netzteilen kompatibel. Sie besitzen jedoch statt des 4-poligen ATX12V-Anschlusses einen 8-Poligen EPS12V-Anschluss (viele Netzteile haben auch beide Anschlüsse, meist am selben Kabel). Elektrisch sind vier 12-V-Schienen spezifiziert, die je 20 Ampere liefern. Die 12V4-Schiene ist mit bis zu 22 Ampere ab 750 W Netzteilgesamtausgangsleistung bemessen. Bei EPS sind Überspannungsschutzschaltungen definiert. Der vierpolige Floppy-Anschluss ist auf Kabel nach 22-AWG geändert.

### SFX-Format

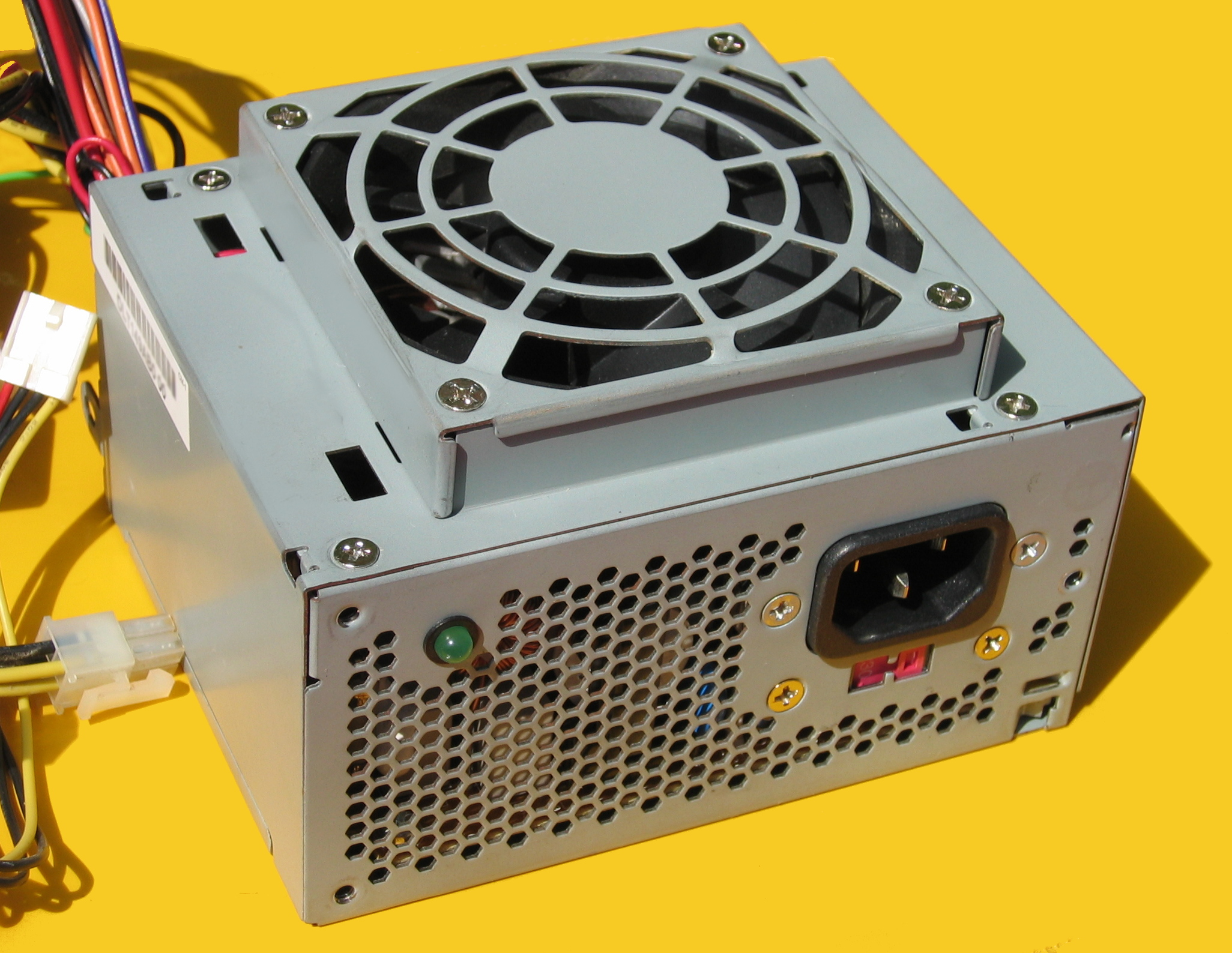
SFX-Netzteil

Um noch kleinere Computer herstellen zu können, gibt es das SFX-Format. Dieses wurde durch Intel im Dezember 1997 vorgestellt. Die Verbindung zur Hauptplatine stellt der gleiche 20- bzw. 24-polige Stecker wie beim ATX- oder microATX-Formfaktor her. Die Ausgangsleistungen beginnen mit 160 W unterhalb denen eines ATX-Netzteils. Die Abmessungen sind (B × H × T) 125 mm × 63,5 mm × 100 mm, wobei die Tiefe nicht fest vorgeschrieben ist. Hier sind 40-, 60- und 80-mm-Lüfter zu finden, die teils auch außerhalb des Gehäuses montiert sind. Netzteile mit mehr als 100 mm Tiefe werden auch als SFX-L-Netzteile bezeichnet. Normalerweise in 130 mm Tiefe, um 120-mm-Lüfter zu ermöglichen.

### TFX-Format

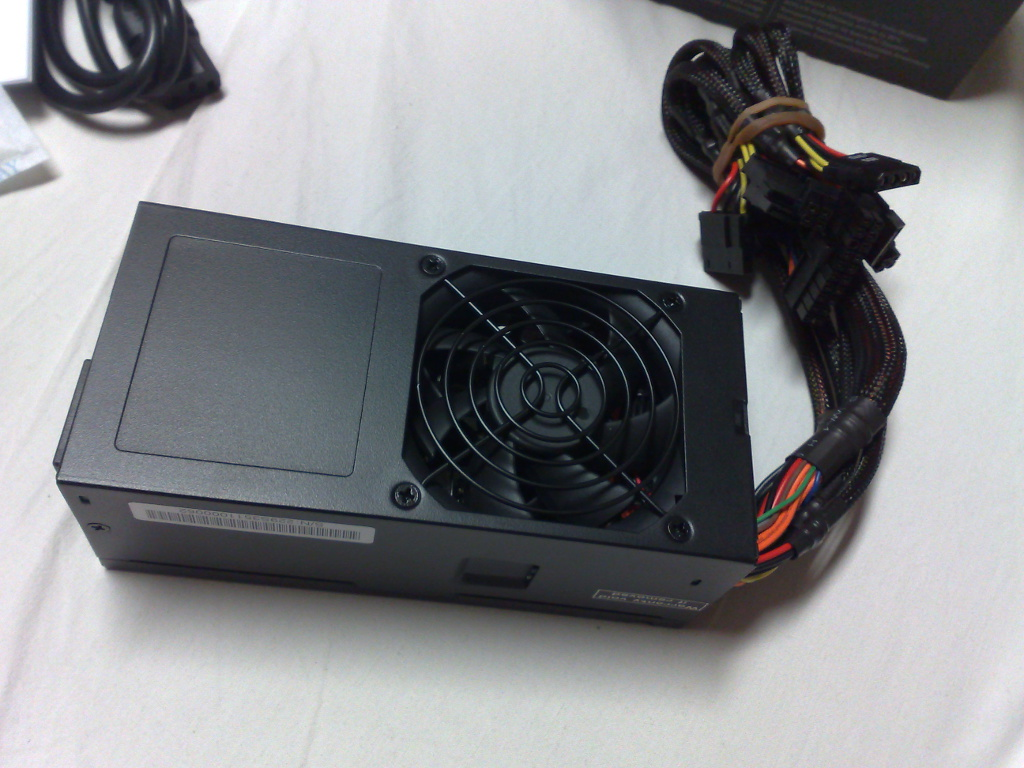
TFX-Netzteil

Für flache Gehäuse (SFF = Small Form Factor) – überwiegend bei Desktops zu finden – wurde noch der TFX-Standard (Thin Format Factor) im Jahre 2002 von Intel entwickelt. Anschlüsse entsprechen dem Standard des ATX-Netzteils. Die Abmessungen sind (B × H × T) 85 mm × 65 mm × 175 mm; die Gesamthöhe mit Lüftergitter beträgt 70 mm. Abweichend von der Spezifikation gibt es Netzteile, bei denen der Lüfter außen montiert ist.

### LFX-Format
Das LFX-Format (Low Profile Form Factor) wurde im Jahre 2004 von Intel entwickelt. Dieses Format verwendet ebenfalls den 24-poligen ATX-Hauptplatinenanschluss. Dieses Netzteil ist nur 62 mm breit und 72 mm hoch, dafür 210 mm tief.

### Nicht standardisierte und proprietäre Formate
Neben standardisierten Formaten existieren Netzteile, deren Gehäuseabmessungen und -eigenschaften von den gängigen Standards abweichen. Proprietäre Netzteilformate können beispielsweise durch ein spezielles Gehäusekühlkonzept oder angepasste ATX-Anschlüsse bedingt sein. In modernen Komplett-PCs großer Hersteller kommen diese immer öfter zum Einsatz.

## 12-V-Konzept

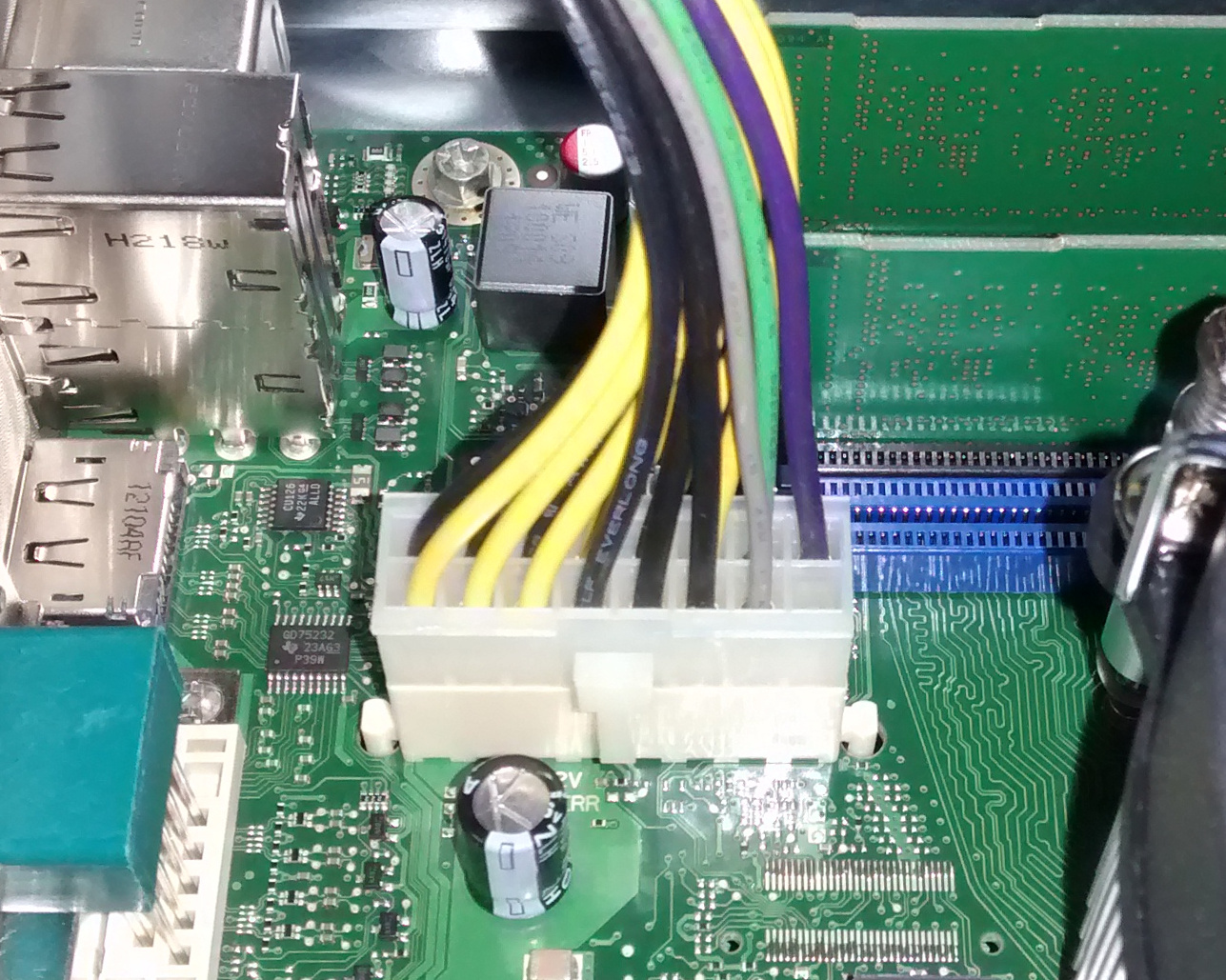
Stecker auf Hauptplatine eines Fujitsu Nur-12-V-Netzteils
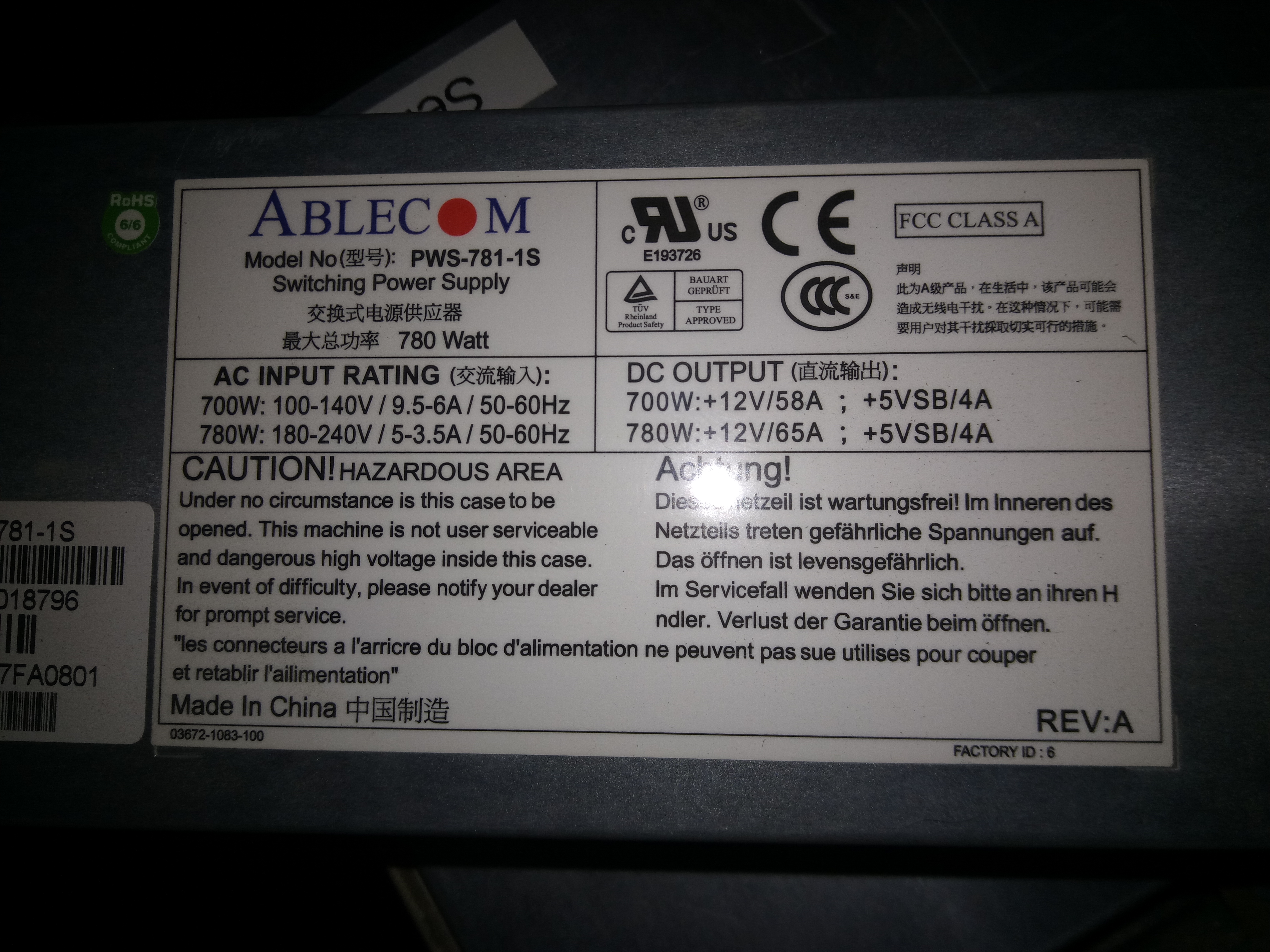
Typenschild 12-V-Konzept-Netzteil 780 W

Beim 12-V-Konzept, welches hauptsächlich bei Office-Arbeitsplatzcomputern mit ATX- und TFX-Formaten eingesetzt wird, werden Netzteile eingesetzt, welche einzig eine 12-V-Versorgungsspannung liefern. Die Netzteile versorgen ausschließlich das Mainboard mit 12 V über einen 16-poligen Steckverbinder. Längere Kabelbäume mit Anschlüssen für Laufwerke oder Grafikkarten sind am Netzteil nicht mehr vorhanden. Die Laufwerke werden wiederum von einem Anschluss auf dem Mainboard versorgt. Da das Konzept bei Bürocomputern zum Einsatz kommt, sind mit Stand 2017 üblicherweise leistungsschwächere Netzteile mit weniger als 300 W ohne Möglichkeit der Versorgung von leistungsfähigen 3D-Grafikkarten erhältlich.
Eine Ausnahme sind Netzteile für Server, wie den Supermicro-Twin-Server, die höhere Leistungen über den 16-poligen 12-V-Anschluss bereitstellen.
Vorteile:
- Die zusätzliche Elektronik im Netzteil für 3,3 V und 5 V kann entfallen. Diese Spannungen werden von Point-Of-Load-Spannungsreglern (POL) direkt am Mainboard generiert. Das Netzteil kann somit sowohl günstiger in der Herstellung als auch gleichzeitig effizienter werden. Diese POL-Spannungsregler müssen bei diesem Konzept lediglich etwas stärker dimensioniert werden.
- Für den Hersteller wird bei der Systemzusammenstellung die Cross-Load-Problematik beherrschbarer. Bei herkömmlichen gruppenregulierten ATX-Netzteilen ist es möglich, dass bei einem hohen Leistungsbedarf beispielsweise auf der 12-V-Schiene die Versorgungsschiene mit 3,3 V oder 5 V einbricht und das System destabilisiert. Beim 12-V-Konzept muss netzteilseitig nur eine Spannung geregelt werden.
- Die Verkabelung des Computers kann übersichtlicher ausfallen. Dadurch wird das System besser durchlüftbar. Die Problematik, evtl. einen zu langen ATX-Kabelbaum im Gehäuse sicher verstauen zu müssen, entfällt.
- Zudem werden mit der Stromversorgung der Laufwerke durch das Mainboard Bestrebungen vorweggenommen, künftig die Strom- und Datenleitungen der Laufwerke in einer gemeinsamen Verbindung zu führen. Es wäre als Folge auch denkbar, insbesondere Solid-State-Drives mit geringeren Spannungen zu betreiben. Aufgrund der Kompatibilität mit alten Netzteilen, welche die Laufwerke ausschließlich über Molex-Adapter mit 5 V und 12 V versorgen können, haben sich 3,3 V für die Versorgung von SATA-Laufwerken nicht durchgesetzt. Die Versorgung von Laufwerken mit 3,3 V wurde ab Version 3.2 aus dem SATA-Standard entfernt.

Mitte 2019 führte Intel den Industriestandard ATX12VO ein („O“ steht für „only“), der das 12-V-Konzept vereinheitlichen und am Markt etablieren soll. Dabei werden die 3,3 V und 5 V durch Point of Load Converter (POL) direkt am Mainboard erzeugt, statt wie üblich im Netzteil. Da sich die POL direkt in der Nähe der Verbraucher befinden, lässt sich so die Effizienz in Summe steigern. Mit Stand 2021 wird dieser Standard nur bei Komplett-PCs eingesetzt.

## Andere Verwendung

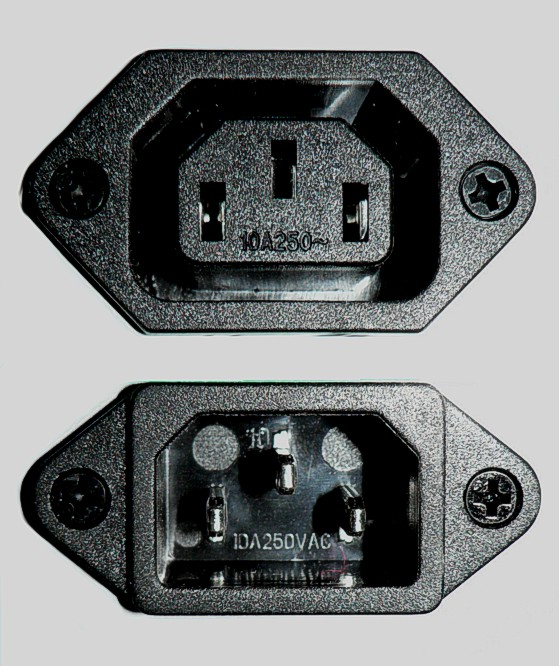
Kaltgerätestecker, Netzspannungs-Aus- (IEC 60320 C13) und -Eingang (IEC 60320 C14).
Bei ATX ist der Ausgang nur in Ausnahmen vorhanden und auf Dauerstrom oder über ein Relais geschaltet

Prinzipiell können PC-Netzteile auch zur Versorgung anderer Schaltungen verwendet werden, sofern die Spezifikationen von Schaltung und Netzteil harmonieren und ein Einbau gemäß der Sicherheitsrichtlinien erfolgt. Nicht definiert ist die Versorgung ungefilterter hochfrequenter Lasten. Mit dem Betrieb außerhalb von geeigneten Umgehäusen ist die Richtlinie 2006/95/EG (Niederspannungsrichtlinie) (für Spannungen über 50 V) bereits verletzt. Hersteller sichern sich mit Klauseln in den Garantie-, Sicherheitshinweisen und -bedingungen mit Formulierungen wie „Nur zur vorgesehenen Verwendung“ ab.
Wenn der Power On Pin mit Masse verbunden wird schaltet das Netzteil sich ein. Manche Netzteile benötigen eine Mindestlast. Sämtliche GND Verbindungen sind intern mit der Schutzerde verbunden, deshalb kann man nicht zwei PC-Netzteile in Reihe schalten. Wird das Netzteil nicht im PC verwendet so muss der Bastler für ein geeignetes Gehäuse sorgen. Auf die Einhaltung der einschlägigen Vorschriften ist zu achten.